# トヨタ・ハイラックス

ハイラックス（HILUX）は、トヨタ自動車が製造・販売しているピックアップトラックである。
2024年（令和6年）6月現在、国内全メーカーで新車として正規販売されているピックアップトラックは、本車と三菱自動車工業が製造・販売しているトライトンのみである
。尚、日本向けは2024年10月から生産休止中。

## 概要
1968年、トヨペット・ライトスタウトおよび日野・ブリスカ（後にトヨタとしてリブランド）の後継として登場したピックアップトラック。6代目までは日本向けに生産・販売されていたが、7代目からは世界戦略車「IMVシリーズ」の一環を担う車種となり、タイ、アルゼンチン、南アフリカを生産拠点として、世界の新興国市場に向けて販売されている。過去にはフォルクスワーゲンに『タロ』としてOEM供給していたこともあった。
日本市場では2004年の6代目の販売終了をもってラインナップから消滅していたが、2017年に8代目が13年ぶりに復活した。
高い信頼性から世界的に人気を集め、トヨタではカローラに次いで売れている車種である。脱硫装置の普及していない発展途上国では、硫黄の多く含まれる劣悪な燃料にも耐えられるよう、また砂漠の真ん中でエンジンが壊れても修理できるように、最新のコモンレール式ではなく旧型のメカポンプ式のエンジンもラインナップしている。
アメリカ合衆国では1985年の映画『バック・トゥ・ザ・フューチャー』の主人公マーティの憧れの車として、黒のTOYOTA PICK UP 4x4 SR5 Xtra Cab（4代目）が登場するなどマニアに人気があったが、1995年モデルを最後に販売を終了し、代わりに外装・内装・機能を北米市場の嗜好に合わせて開発したタコマをラインアップしている。

## 初代 10系（1968年-1972年）

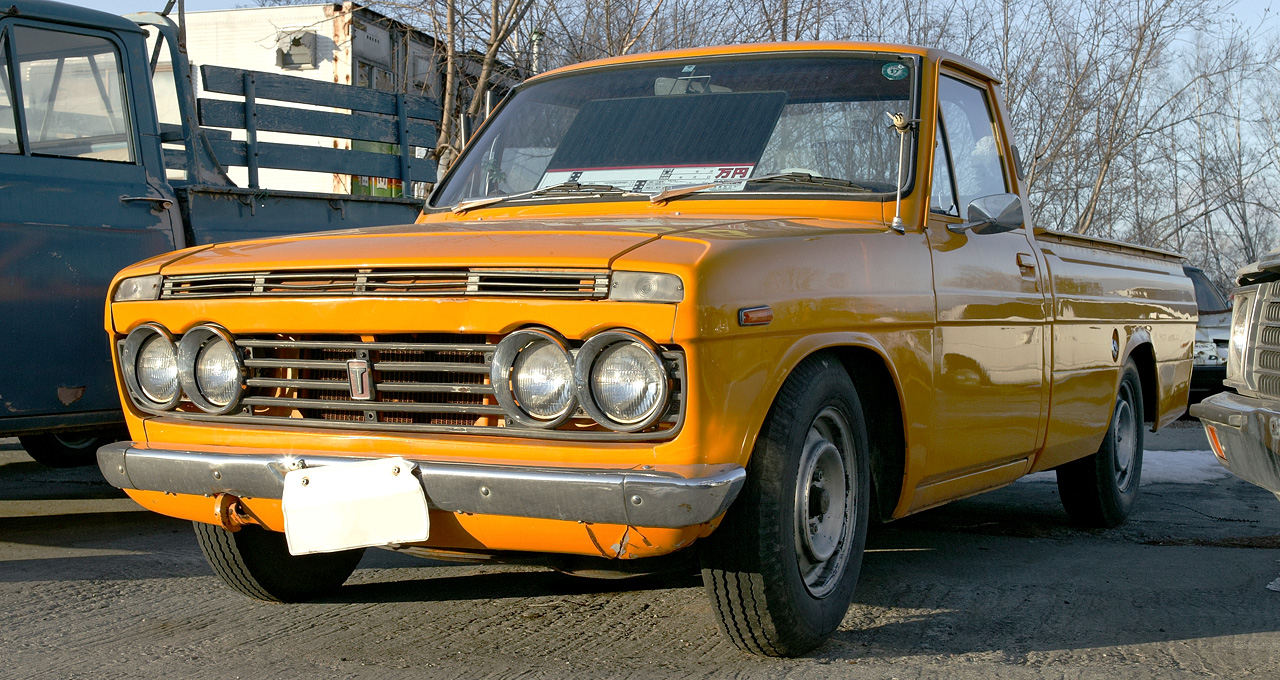
初代ハイラックス 1500ロング
(RN15)

- 1968年（昭和43年）3月登場。ブリスカのモデルチェンジに際し、名称をハイラックスに変更。企画はトヨタ、設計は日野主導で行われ、ブリスカと同様に組み立ては日野自動車・羽村工場が担当した。エンジンは1.5 Lの2R型。グレードはデラックスとスタンダードの2種類。北米ではトヨタ・トラックとして発売された[注釈 2]。
- 1969年（昭和44年）4月 荷台長2,250 mmに延長されたロングボディを追加。
- 1970年（昭和45年）7月 アルミバンと保冷車を追加。
- 1971年（昭和46年）2月 エンジンを1.6 Lの12R型に変更。

## 2代目 20系（1972年-1978年）

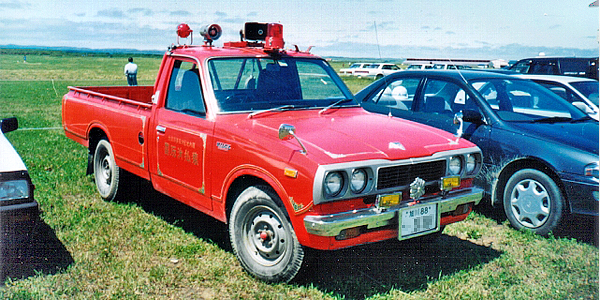
2代目ハイラックス
（消防指揮車）

- 1972年（昭和47年）5月登場。リアコンビネーションランプを横型から縦型のコーナーランプに変更。エンジンは従来の12Rに加え2.0 Lの18R型を搭載した「ハイウェイ」も設定された。「ハイウェイ」ではハイラックス初のフロアAT車も選択できた。
- 1975年（昭和50年）10月 マイナーチェンジでフロントグリルが変更される。「ハイウェイ」は廃止され、AT車も1983年（昭和58年）のフルモデルチェンジまで一旦消滅した。

## 3代目 30/40系（1978年-1988年）

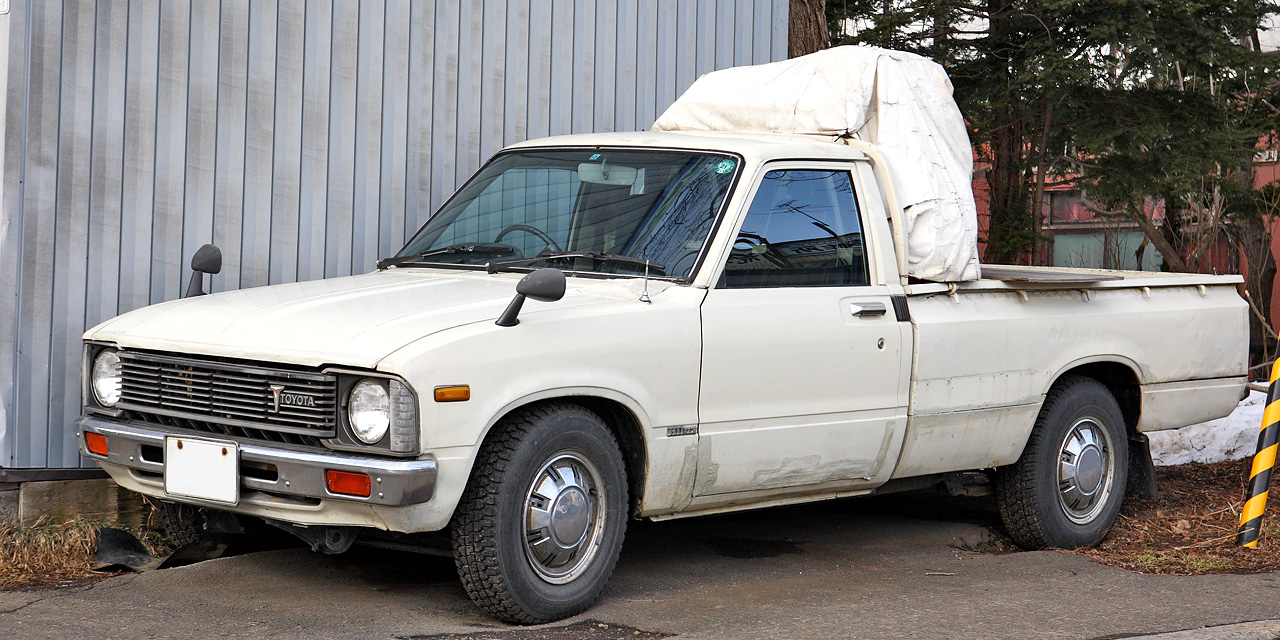
3代目ハイラックス1600
シングルキャブ ロング (RN35)

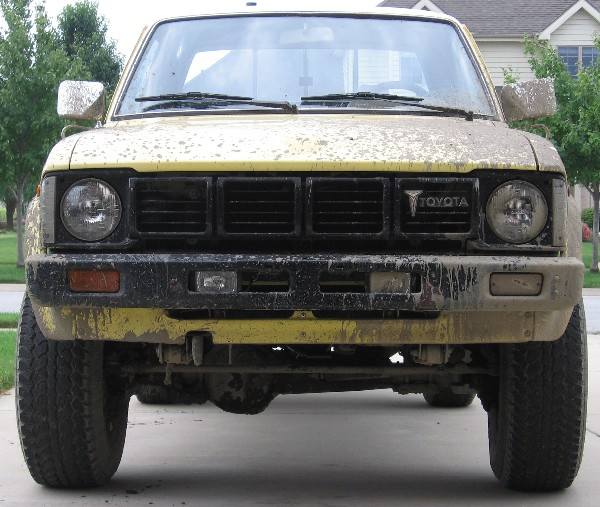
3代目ハイラックス2000 4WD
写真は北米向けのSR5(RN36)

- 1978年（昭和53年）9月 発売開始。スタウト110系がこのキャビンを流用した。エンジンは従来どおり1.6Lの12R型。ヘッドランプは規格型の丸形4灯式から規格型の丸形2灯式に変更された。フロントサスペンションはダブルウィッシュボーン式のまま、スプリングがコイルからトーションバーに変更され、「DX」以上のグレードにフロントディスクブレーキを標準装備とした。
- 1979年（昭和54年）12月 初のディーゼルエンジン車設定。ディーゼルエンジンはそもそも乗用車用に開発されたSOHC・2.2 Lの「L型」だったが、生産コストが低いこと（だけ）が取り柄のこのエンジンは、噴射ポンプは分配式、カムシャフトと噴射ポンプをゴム製コグドベルト駆動とするなど、トラック用としてはいささか華奢で、連続高負荷運転ではメカニズム全体の剛性不足ゆえに、シリンダーヘッドやシリンダーブロックの変形が大きくなることも発覚し、後に市場での評判を下げる結果となる。また、ハイラックス初の4WDモデルが標準ボディに追加された。エンジンは負荷の増大を考慮し、SOHC・2.0 L ガソリンの「18R-J型」が搭載された。
- 1981年（昭和56年）10月 マイナーチェンジで規格型角形2灯式ヘッドランプに変更。ダブルキャブと4WDディーゼルを追加。
- 1983年（昭和58年）11月 廉価版のみへ車種整理され「ポピュラーシリーズ」として1988年（昭和63年）9月まで継続。
- タイ仕様車には、ハイラックススーパースターの車名で販売されている。

## 4代目 50/60/70系（1983年-1988年）

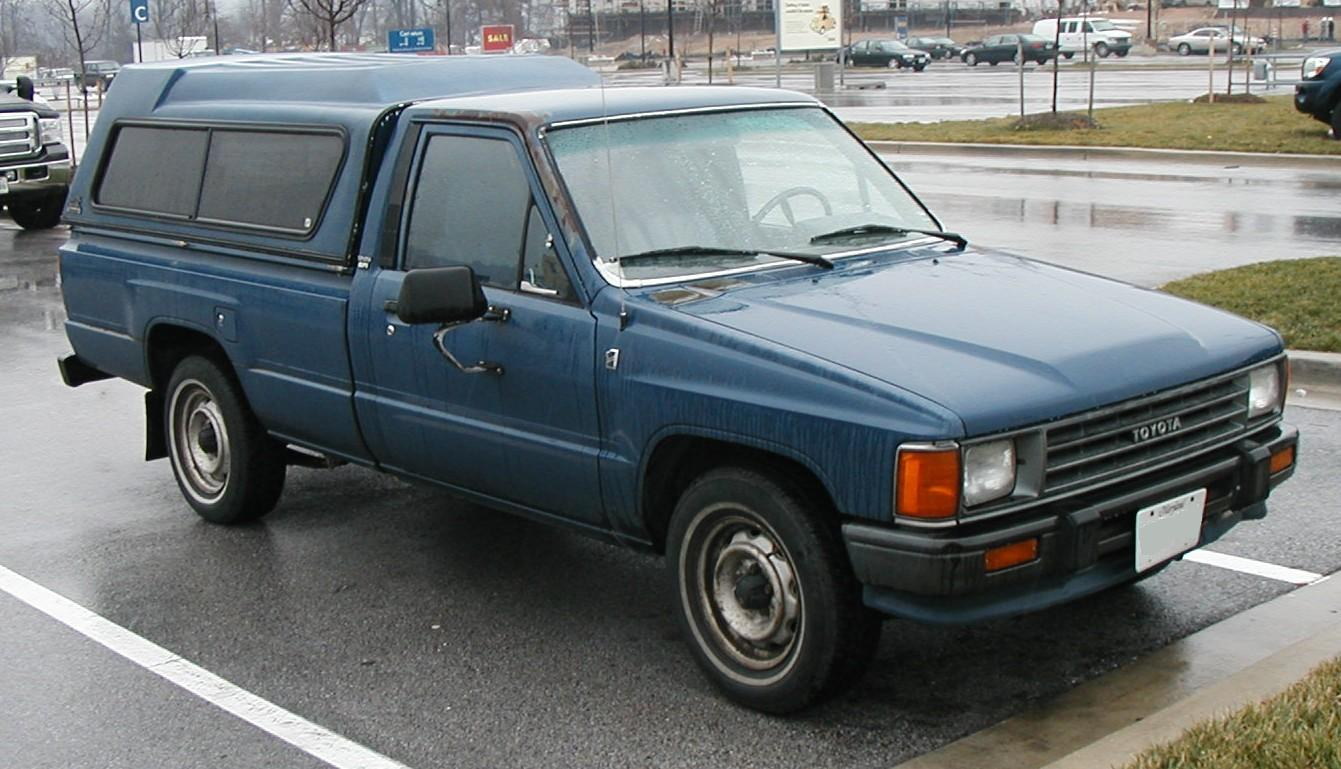
4代目ハイラックス(画像はtoyota puck up)

- 1983年（昭和58年）11月登場。ガソリンエンジンがR型からY型系列に、ディーゼルエンジンは2.4 Lの2L型に変更された。

ディーゼル車に2人乗りのフロア4速AT車が追加され、フロアAT車設定は2代目のハイウェイ以来となった。
- 1984年（昭和59年）5月 トヨタ初のSUVとなる、4ランナー／ハイラックスサーフ60系が登場する。
- 1985年（昭和60年）8月 4ランナー／ハイラックスサーフがフロントサスペンションをトヨタ4WD初採用となる、トーションバー+ダブルウイッシュボーンの独立式に変更する。いすゞ・ファスターロデオ、日産・ダットサントラック、三菱・フォルテの各4WDピックアップは、この時期すでにフロント独立式サスペンションを採用していたが、ハイラックスピックアップはリーフ+リジッドのまま残された。ただし、道路事情の悪い海外の開発途上国や、国内でも、業務用やクロスカントリーを楽しむユーザーには、丈夫で、ホイールストロークの大きい（タイヤが路面から浮きにくい）リジッドが歓迎されていたため、これ以降も残されることとなった。新興国のタイ王国では、ハイラックスヒーローの車名で販売され、フロント部分には (HILUX HERO) のロゴが大きく書かれていることが特徴。国内外向けを問わず、組み立ては日野自動車羽村工場が担当。

## 5代目 80/90/100/110系（1988年-1997年）
- 1988年（昭和63年）9月発表。130系サーフは1989年（平成元年）5月発表。エンジンは直列4気筒2.0 Lガソリンの3Y型、2.8 Lディーゼルの3L型が設定のほか、北米向けなどは、直列4気筒2.4 L 22R-E型、V型6気筒3.0 Lの3VZ-E型が設定された。2WDと4WDでコーナーランプ（車幅灯と方向指示器のコンビネーションランプ）の形状が異なり、2WDでは台形、4WDでは逆台形となる。
- 1989年から1996年まで、トヨタ社とフォルクスワーゲン社との提携の一環として、ハイラックスがフォルクスワーゲンハノーファー工場で生産された。半数はトヨタ・ハイラックスとして欧州トヨタから販売され、残り半数はフォルクスワーゲンから、タロ（太郎）という車名で販売された。タロには現地製のほかに、日野自動車・羽村工場製のOEMも存在した。

- 1991年（平成3年）8月マイナーチェンジ。フロントデザインが一部変更され、新CIエンブレムを採用。4WDにもフロントダブルウィッシュボーンサスペンションが採用され、乗り心地と操縦安定性が向上した。
- 1993年（平成5年）、北米向けにハイラックスのコンポーネンツを使った、より大型のT100が登場。日野・羽村工場での生産は、ハイラックスとの混流となった。ビッグスリーを刺激しないようフルサイズとすることを避けたT100は、後にタンドラへと発展する。
- 1994年（平成6年）マイナーチェンジ。フロントグリルのデザインが変更され、4WDダブルキャブSSR-Xにはオーバーフェンダー付きのワイドボディが追加される。
- 1995年（平成7年）北米向けハイラックスがタコマとして独立した車種となる。
- 1996年（平成8年）ダブルキャブ仕様をベースにトヨダ・AA型乗用車をモチーフとしたトヨタ・クラシックが限定発売された。
- タイ仕様車には「マイティX」のサブネームが付加されて販売されていた。

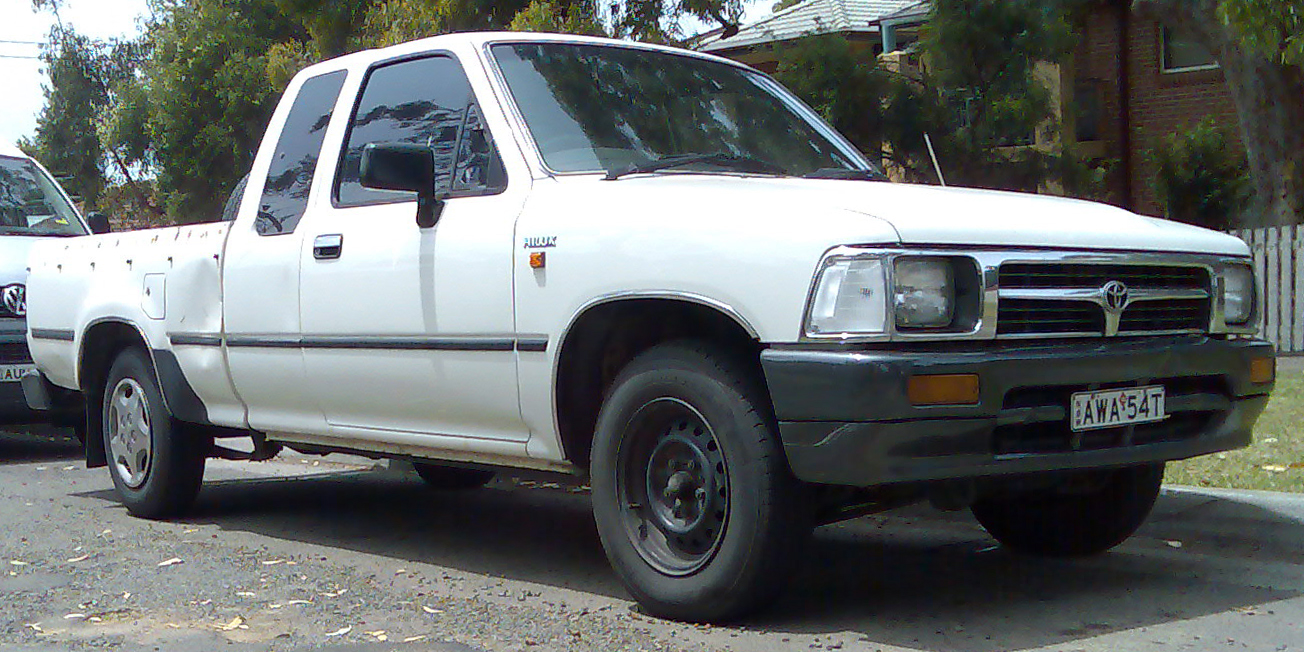
エクストラキャブ （豪州向けRN90R）
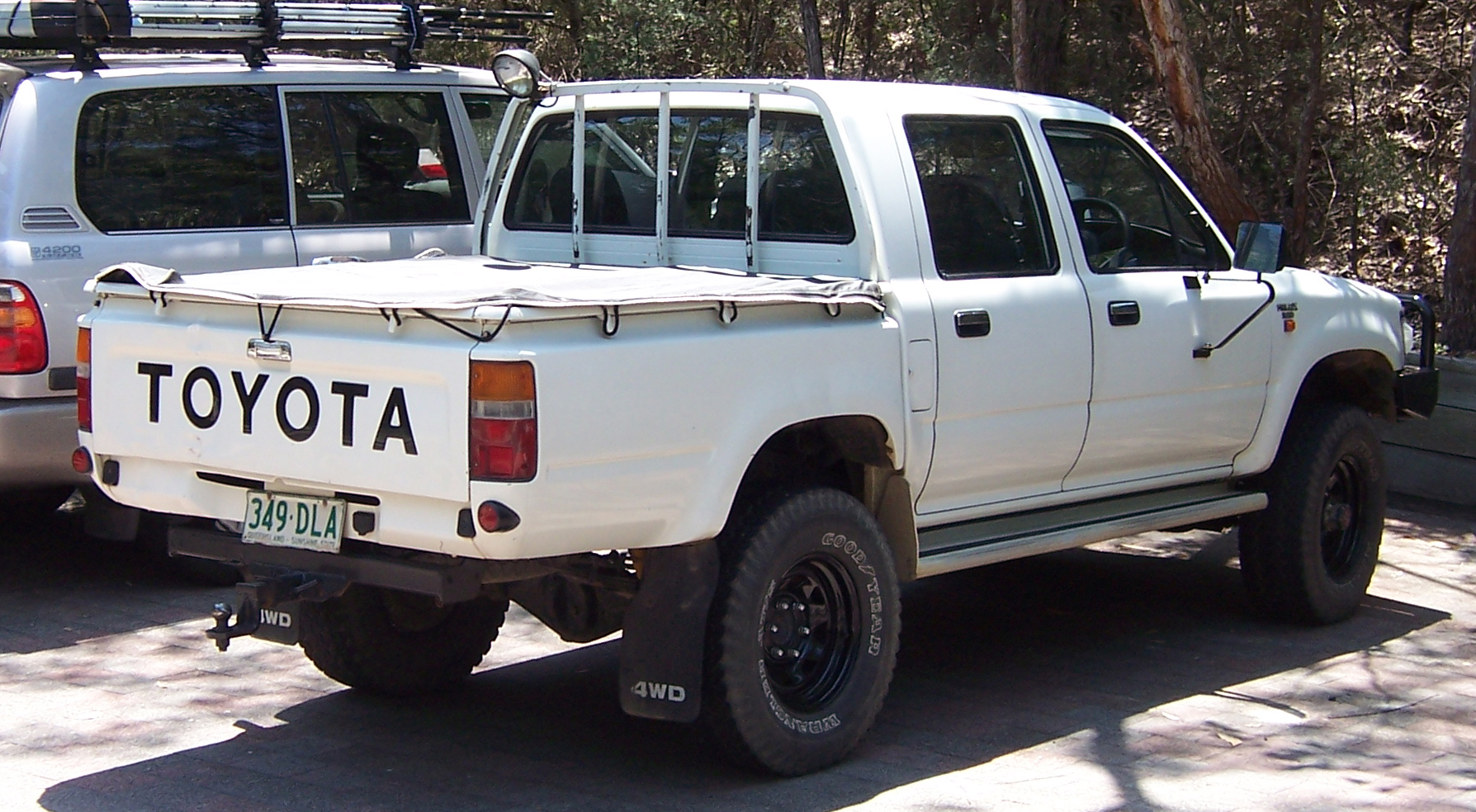
4WDダブルキャブ （豪州向けLN106R）
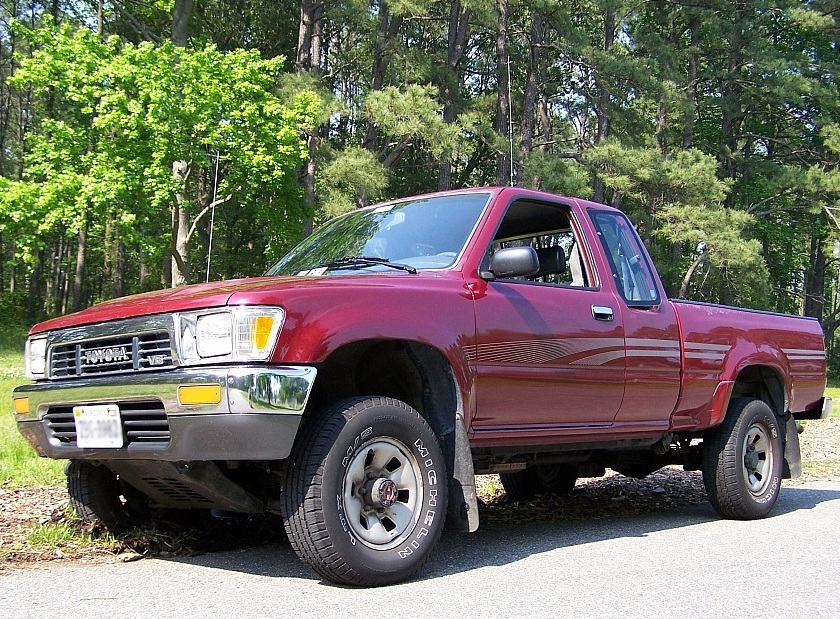
4WD 北米向けエクストラキャブ

## 6代目 140/150/160/170系（1997年-2004年）
- 1997年9月3日登場。パーソナルユース仕様には「スポーツピックアップ」と名づけられた。この世代からハイラックスサーフ（N180系）はタコマベースに改められた。エンジンは直列4気筒SOHC2000ガソリン（1RZ-E）、直列4気筒SOHC2400ガソリン（2RZ-E）（海外仕様車）、直列4気筒SOHC2400ディーゼルターボ（2L-TE）、直列4気筒DOHC2700ガソリン（3RZ-FE）、V型6気筒DOHC3400ガソリン（5VZ-FE）（海外仕様車） 直列4気筒SOHC2800ディーゼル（3L）（海外仕様車）、直列4気筒SOHC3000ディーゼル（5L）、直列4気筒SOHC3000ディーゼルターボ（1KZ-TE）（海外仕様車）が設定された。グレードは2WDダブルキャブ、2WDエクストラキャブ、4WDダブルキャブ（ワイドボディの設定あり）、4WDエクストラキャブが設定された。当時の若者文化でのピックアップ改造ブームを反映して、ピックアップには珍しくテレビCMも放映され、TRDによるカスタマイズバージョンも用意された。
- 2001年8月3日マイナーチェンジ。スポーツピックアップはヘッドランプを規格型から異型とし、フロントグリルとエンジンフードをボリュームを増した造形にフェイスリフト変更される。
- 2004年7月に日本国内での販売を一旦終了した。
- タイ仕様車には「タイガー」のサブネームが付加されて販売されていた。
- 同車をベースにかつて発売された「クラシック」のトラック版といえるTCピックアップが発売されており、こちらは台数限定はされておらずトヨタテクノクラフトの特装車扱いだった。
- 日本中央競馬会 (JRA)では6代目ハイラックスのフェンダーミラー仕様がスターター車として採用されている。(東京競馬場では日野・デュトロとの併用)

- 6代目ハイラックス
前期型
スポーツピックアップ
エクストラキャブ4WD
（RZN174H）
- 6代目ハイラックス
前期型
スポーツピックアップ
エクストラキャブ4WD
（RZN174H）

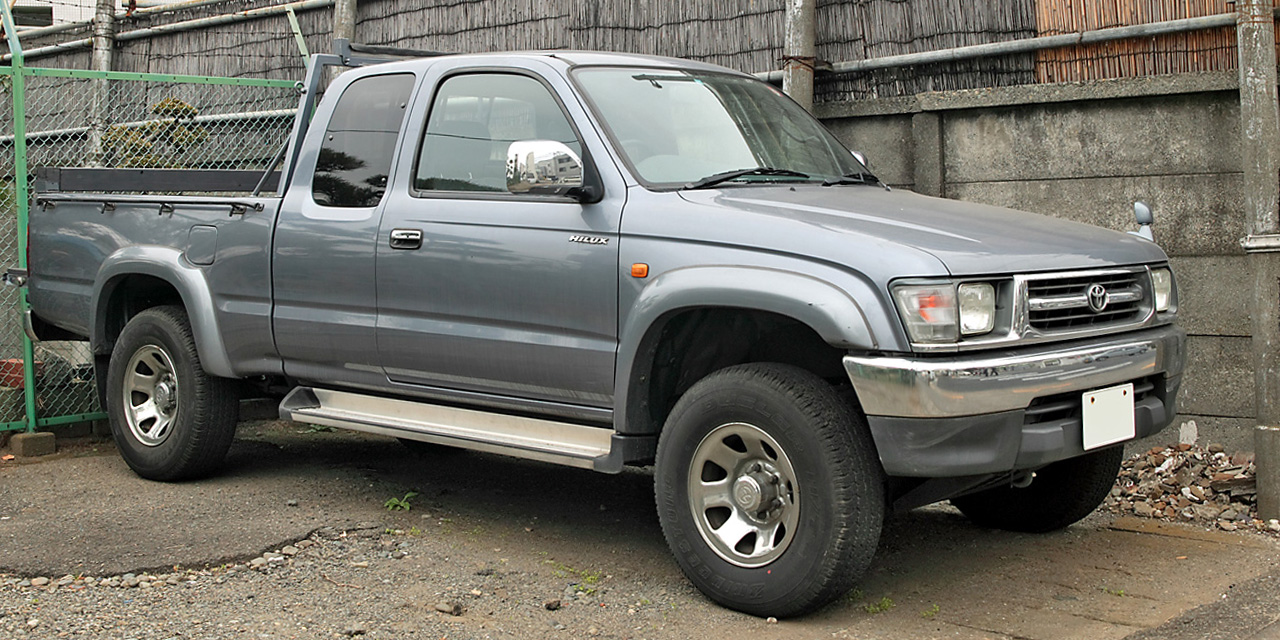
6代目ハイラックス 前期型 スポーツピックアップ エクストラキャブ4WD （RZN174H）
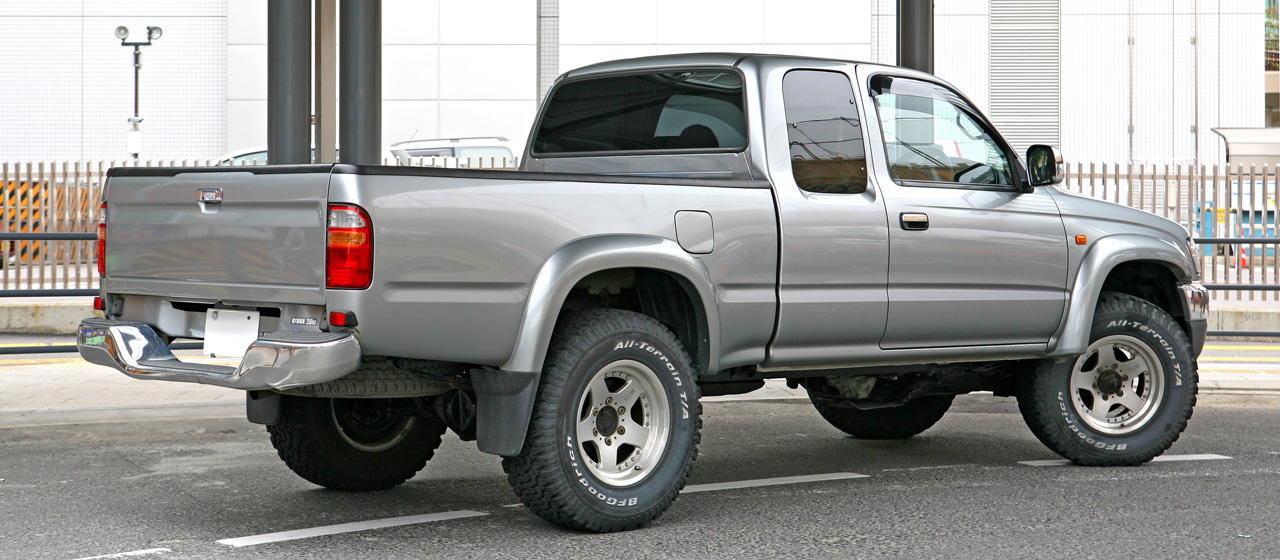
6代目ハイラックス 前期型 スポーツピックアップ エクストラキャブ4WD （RZN174H）
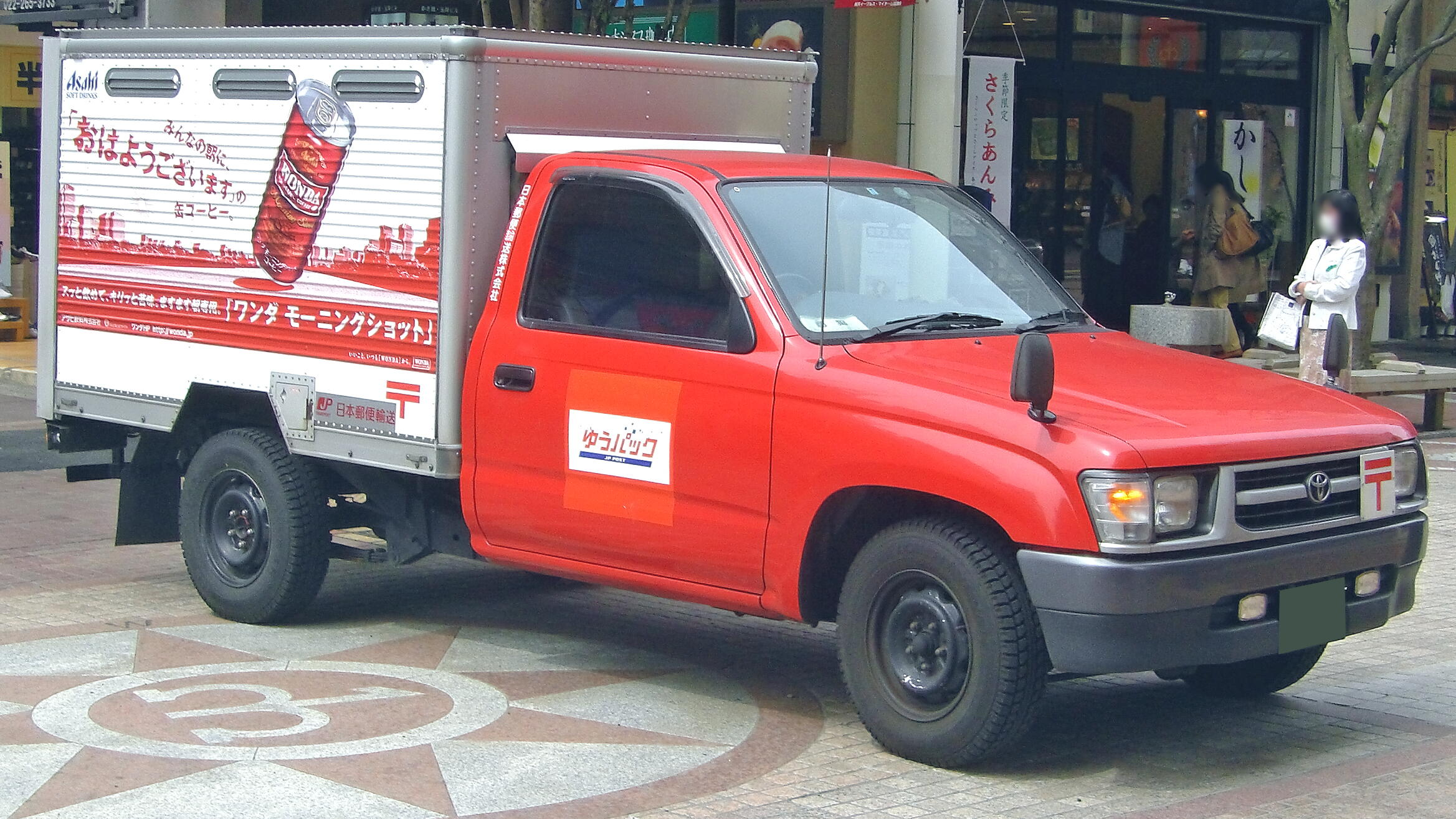
6代目ハイラックス 郵便収集車
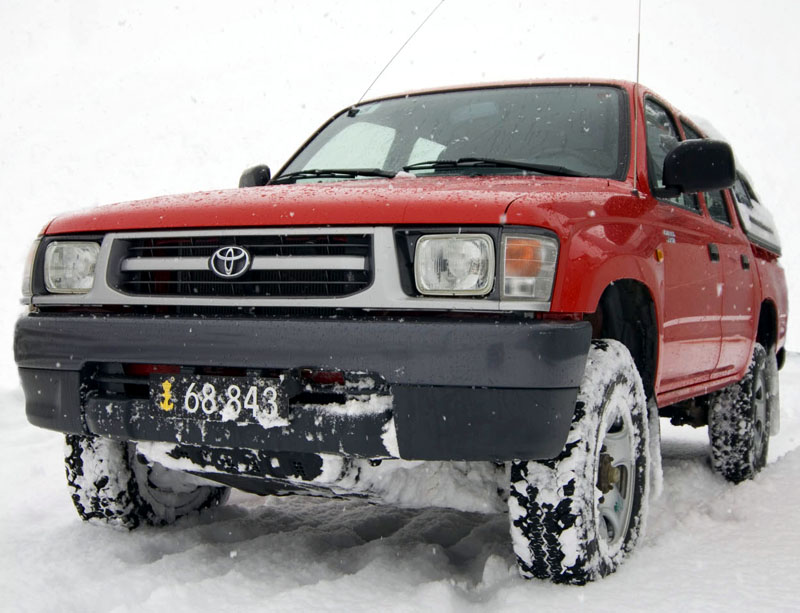
6代目ハイラックス 欧州向け
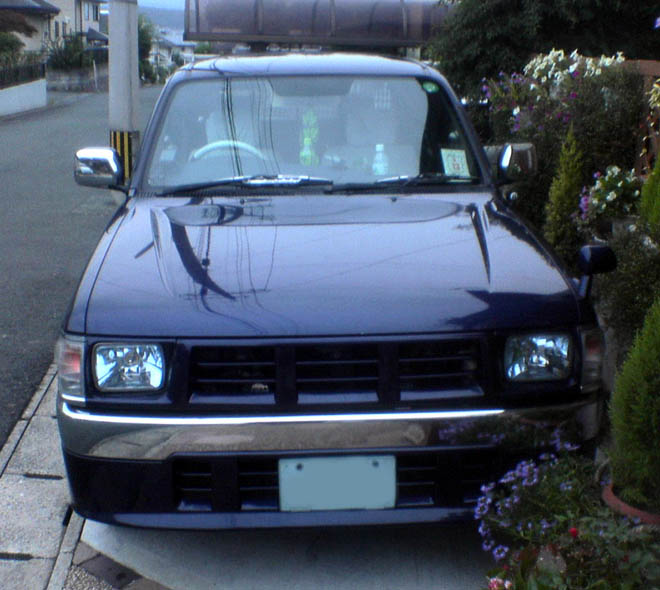
6代目ハイラックス 前期型 スポーツピックアップ ダブルキャブ(RZN147) ディーラーオプション 装着車両(RVex)

## 7代目（2004年-2015年）

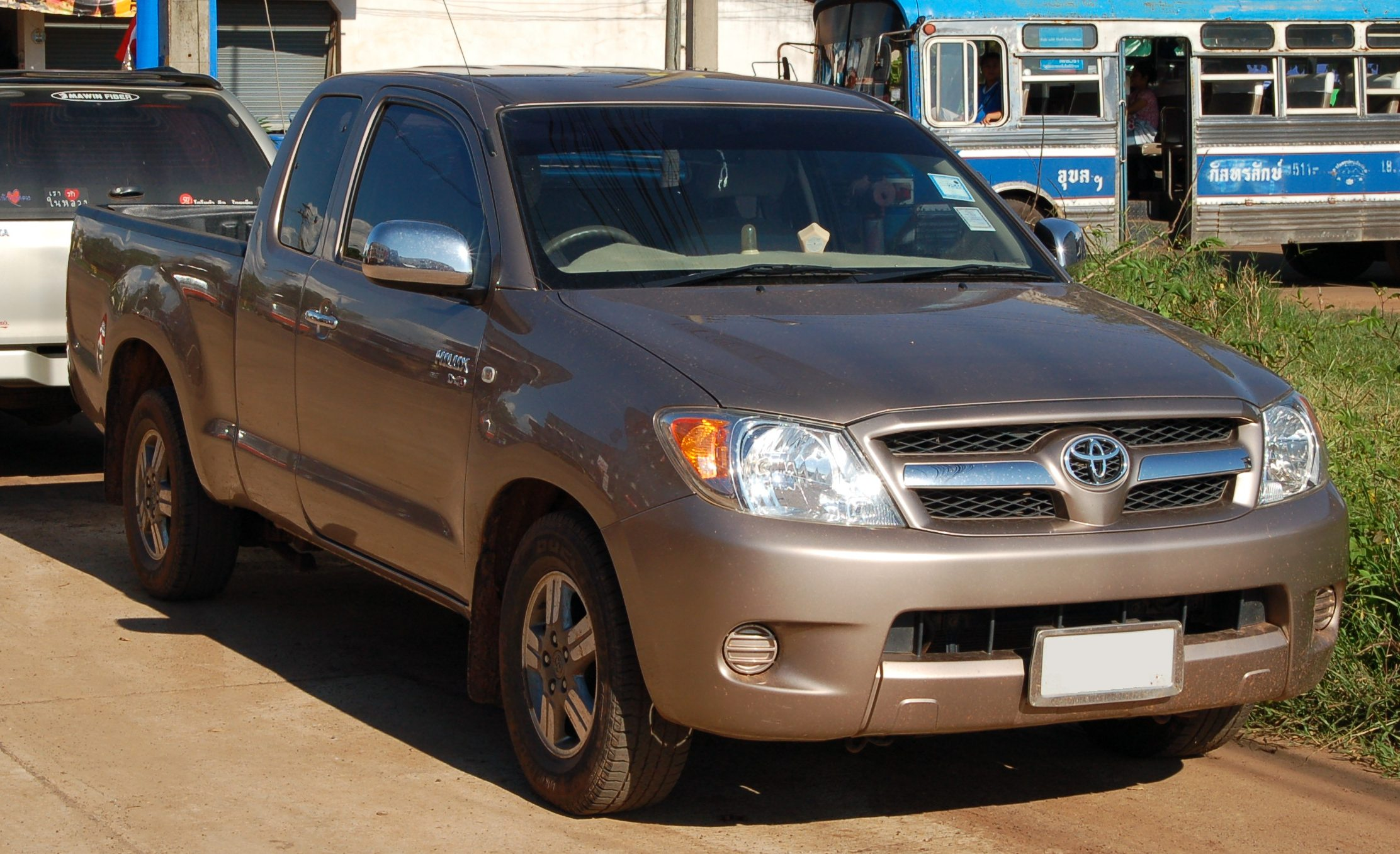
ハイラックス ヴィーゴ
エクストラキャブ 4X2 2.5E

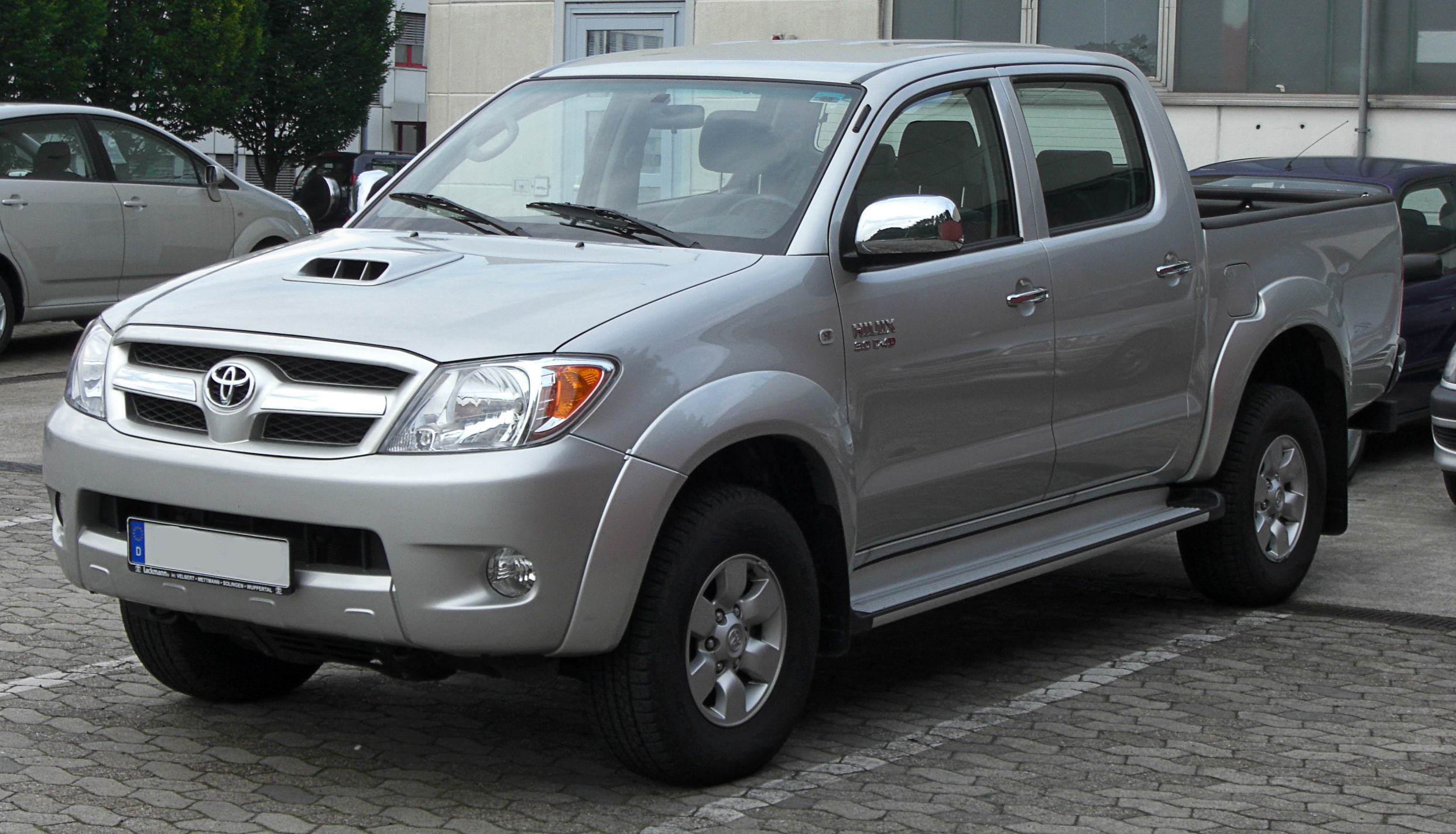
ハイラックス
ダブルキャブ 4X4 3.0 D-4D

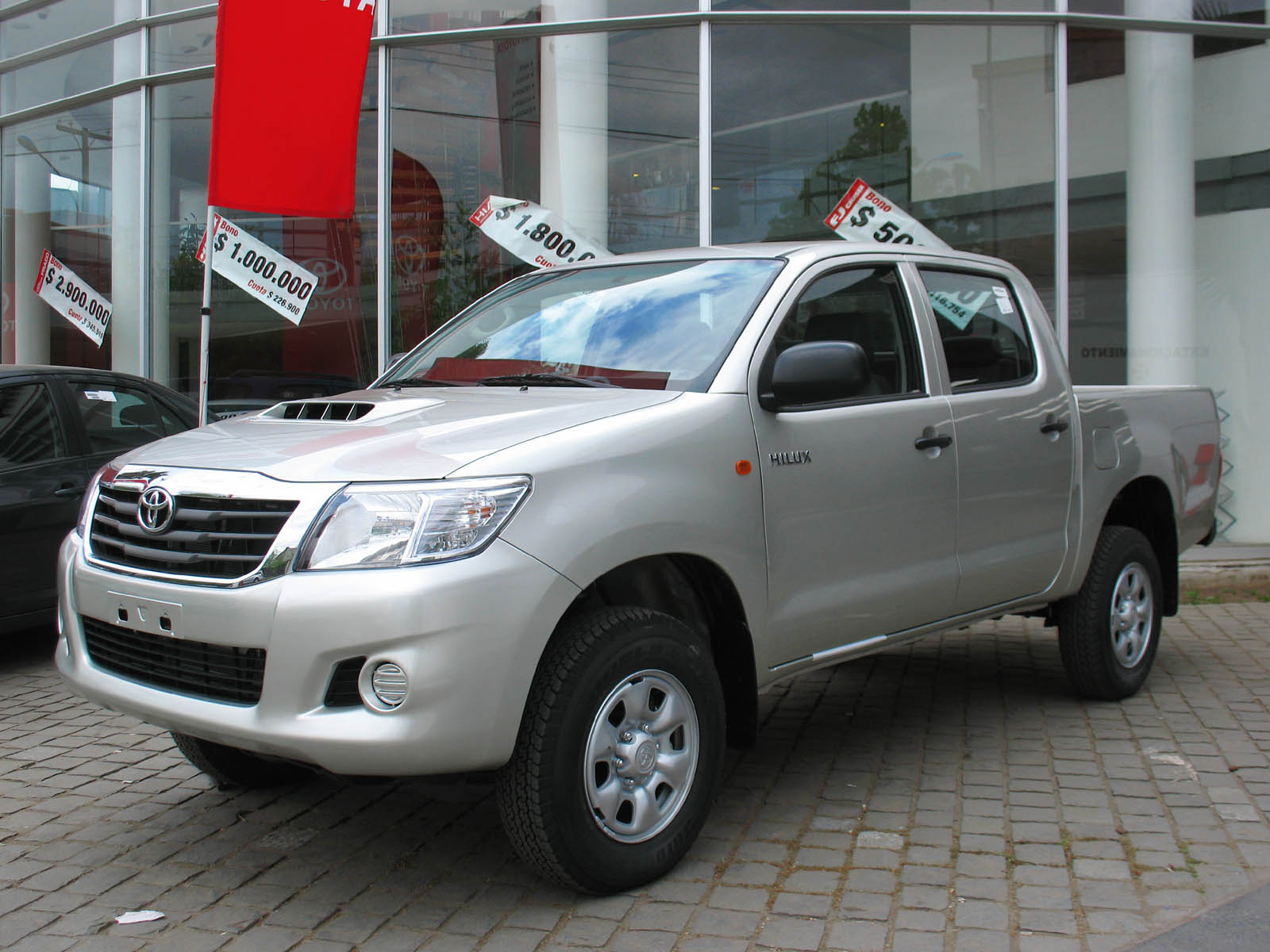
2012年型ハイラックス
2.5 TD クルーキャブ

トヨタIMVプロジェクトのフレーム構造をベースとした単一プラットフォームを共有する世界戦略車「IMVシリーズ」としてピックアップトラック、SUV、ミニバンが設定され、このピックアップトラック車種がハイラックス7代目を継承した。「IMVシリーズ」はパワーと低価格が重視される地域向けに、トラックを乗用としても使用する購買層に対し、従来のトラックに比べ乗用車風の高級感を持たせるつくりとし、さらにトヨタの安定した品質を提供することで販売増を狙うという、新興国向け世界戦略車として生み出されている。世界中の多くの国で販売されるが、日本やタコマが販売される北米には導入されない。
7代目のタイ仕様車には「ヴィーゴ」 (Vigo) のサブネームが与えられた。また、南太平洋地域では「ハイラックスIMV」の車名で販売されている。
生産はまずタイで開始された。日野自動車羽村工場のラインが一部移管され2004年8月から行われた。羽村工場でも2005年6月末まで生産されていたが、IMVは日本国外以外の世界的規模でトヨタ生産方式を実現することが求められるプロジェクトであり、最終的にタイに完全に移管された。
一国生産のリスクを避けるためにタイ以外でも順次生産が開始され、アルゼンチン（2005年2月）、南アフリカ（2005年4月）の3ヶ国がIMVシリーズピックアップ車の主要な輸出拠点となっている。この3拠点から世界の新興諸国に向け輸出されるほか、マレーシアやパキスタン、ベネズエラなどでは自国向けにCKD生産されている。
エンジンは直列4気筒DOHC 2.7 Lガソリンの2TR-FE、V型6気筒のDOHC 4.0 Lガソリンの1GR-FE、直列4気筒DOHCディーゼルは3.0 Lの1KD-FTV、2.5 Lの2KD-FTVが設定されている。
日本の代表的なキャンピングカービルダーであるバンテック社はHILUX VIGOをベース車としたテラ (Terra) を2006年から販売している。トヨタタイ工場から仕入れたHILUX VIGOをバンテック社タイ工場で架装。ベース車としてのHILUX VIGOは並行輸入扱いとなっている。
2011年7月1日、大幅なフェイスリフトを受けた新型ハイラックスがメルボルンモーターショーに出展され
、13日にタイで新型フォーチュナーとともに正式に発表・発売開始された。なお、タイ仕様車には「ヴィーゴチャンプ」 (Vigo Champ) のサブネームが変更されている。欧州向けは10月にイギリスで発売が開始される。

## 8代目 GUN125型（2015年-）
2015年5月21日、タイ王国バンコクおよびオーストラリアで発表し、同日タイ国内で発売を開始した。オーストラリアでは10月から発売開始となる。8代目のタイ仕様車には「レボ」(Revo) のサブネームが付加されている。なお、タイでは先代のヴィーゴも並行して継続販売される。
「道が人を鍛える。人がクルマをつくる」という考えのもと、開発チームが世界中の様々な道を走り、使用環境を実際に体験して開発された。フレームサイドレールの断面を拡大した新開発のフレームが採用され、安全性と耐久性を大幅に向上させた。後軸のサスペンョンはリーフスプリングであるが、前軸にはダブルウィッシュボーンを採用。サスペンションの仕様は、スタンダード（標準）仕様、高積載に対応するヘビーデューティー仕様、積載性を保ちつつ乗用車並みの乗り心地を実現したコンフォート仕様の3種類が設定される。
エンジンはディーゼルが新開発のGDエンジンファミリー（2.4L、2.8L）となる。ガソリンは従来の2TR-FE型 直4 2.7Lと1GR-FE型 4.0L V6 ガソリン（オセアニア向け）が引き続き採用される。また、オートマチックトランスミッションは新開発の6速ATが採用されている。トランスファーは、サイレントチェーン+ギアを用いた方式のものが採用されており、2H・4H選択時には1.000、4L選択時には2.566のギア比となる。
キャビンは5人乗りのダブルキャブ、2人乗りのシングルキャブ、シングルを若干延長して荷物置き場を設けたエクストラキャブの3つが組み合わされる。また、8代目ではLEDヘッドランプや本革シート、防犯対策として要望の大きいオートドアロックなど最新の装備が数多く盛り込まれ、エクステリアにおいても大幅な質的向上を果たしている。
2018年11月にはGR SPORTが南米で発売され、ダカール・ラリーで初の総合優勝を飾った後の2019年7月からは南アフリカでも展開されるようになった。

### ラインナップ（タイ仕様）
- スタンダードキャブ（最廉価グレード。フロントバンパー無塗装）
- エクストラキャブ2WD/4WD
- ダブルキャブ2WD/4WD
- プリランナー

### 日本仕様
2017年9月12日に8代目の日本仕様が発売された。日本市場への導入は13年ぶりとなるとともに、タイから日本に輸入される初のトヨタ車となった。なお、製造事業者及び、車検証上の車名が「Toyota Motor Thailand（TMT）」であるため、正式な車名は「トヨタ・ハイラックス」ではなく、『TMTハイラックス』である。
日本市場未導入となった先代7代目は、グローバル市場を見据えてボディサイズを大型化していたため、続く現行8代目も全長が5,335mm、全幅1,855mmとなり、全車が1ナンバー登録（普通貨物車）となり、保安基準上サイドアンダーミラーが装備される。なお、日本市場向けのボディタイプは、4ドアの「ダブルキャブ」のみの設定。
エンジンは、国内初導入となる直列4気筒2.4Lディーゼルターボ2GD-FTV型を搭載。最高出力/最大トルクは、150PS（110kW）/3,400rpm、40.8kgf･m（400N･m）/1,600～2,000rpmを発生する。DPR（排出ガス浄化装置）や尿素SCRシステムなどの採用により、排出ガスをクリーン化。ポスト新長期規制をクリア、同時に「平成21年基準排出ガス10%低減レベル（低排出ガス車）」の認定を取得、「平成27年度燃費基準+15%」を達成している。2020年8月のマイナーチェンジでWLTCモードによる平成30年排出ガス規制に適合した（低排出ガス車のステッカーは装着されなくなったものの、「平成27年度燃費基準+15%達成車」ステッカーは引き続き装着されたが、2021年4月の車両生産分から車体への燃費基準達成車/低排出ガス車のステッカーの貼付廃止に伴って未装着化される）。
トランスミッションは、スーパーインテリジェント6速オートマチック（6 Super ECT）にシーケンシャルシフトマチックを採用している。
サスペンションは、フロントがダブルウィッシュボーン式コイルスプリング、リヤは車軸式半楕円リーフスプリングを採用。ダイヤル操作で駆動方式を選択できる「パートタイム4WDシステム」を装備。また、ヒルスタートアシストコントロール（HAC）やアクティブトラクションコントロール（Zのみ）、ダウンヒルアシストコントロール（DAC）制御（Zのみ）を設定することで、様々な路面状況に応じて駆動力を制御。オンロードからオフロードまで高い走行性能を実現している。
日本復活の経緯としては、2004年の6代目の国内販売終了後、主に北海道のディーラーで仕事にハイラックスを用いる顧客からの代替車の要望が相次いでいたことがある。しかし同じく普通車サイズとなったタイ製三菱・トライトンの販売台数が6年間で1,800台という大失敗に終わっていたこともあり、トヨタは輸入に極めて慎重な姿勢を取りながら日本の法律への適合手続きを進め、10年近くをかけながら実現させた。本来採算の取れない可能性もあるところ、やむなく掲げた2,000台の年間目標に対し、販売初月で2,300台の受注が得られた。なおベースグレードでもダブルキャブ＋クリーンディーゼル＋4WDで高額となるため、実際には仕事用の乗り換え需要は極めて少なく、初期の受注では富裕な20〜30代の男性ユーザーがレジャー用に購入することがほとんどで、特に20代は6割を占めるなど、初めて購入する車が本車というオーナーも多い。

### 年表
2017年9月12日
日本仕様を発売。
グレード構成は、「X」、「Z」の2タイプを設定する。
「X」は、ビジネスユースを見据えたシンプルな仕様となり、17インチタイヤ＆スチールホイール（センターオーナメント付）を採用。フロントグリル、ドアミラー、アウトサイドドアハンドル、ドアベルトモールディングはブラック塗装、リヤバンパーはグレー塗装、センターピラーはボディ同色となる。また、ハロゲンヘッドランプ（マニュアルレベリング機能付）、ハロゲンフロントフォグランプ/フロントバンパーL字ガーニッシュ（ブラック塗装）を採用する。
上級グレードの「Z」は、17インチアルミホイールを履き、フロントグリル、ドアミラー、アウトサイドドアハンドル、リヤバンパーはメッキ加飾が施され、ドアベルトモールディングはステンレス、センターピラーはブラックアウトとなる（アティチュードブラックマイカを選択時、ボディ同色）。また、LEDヘッドランプ（オートレベリング機能付）/ヘッドランプクリーナー、LEDフロントフォグランプ/フロントバンパーL字ガーニッシュ（メッキ加飾）を装備する。また、プリクラッシュセーフィティ（歩行者[昼]検知機能付衝突回避支援タイプ/ミリ波レーダー＋単眼カメラ方式）、レーンディパーチャーアラートといった予防安全技術、アクティブトラクションコントロール、ダウンヒルアシストコントロール（DAC）制御等を標準装備としている。
ボディカラーは、「スーパーホワイトII」、「シルバーメタリック」、「アティチュードブラックマイカ」に加え、新色の「クリムゾンスパークレッドメタリック」、「ネビュラブルーメタリック」の5色を設定する。
2018年11月12日
誕生50周年記念特別仕様車「Z"Black Rally Edition"」を発表（12月17日発売）。
「Z」をベースに、外観はフロントグリルやバンパーをブラック塗装の専用意匠とし、タイヤ・アルミホイールは18インチにサイズアップの上、タイヤには文字に白色を記した「ホワイトレター」が、アルミホイールはブラック塗装の専用意匠がそれぞれ採用された。内装はステアリングホイールの一部やダッシュボードなどにブラックメタリック加飾が施され、専用オプティトロンメーターも装備された。
2019年6月4日
一部改良を発表（6月24日発売）。
「Z」に装備されている安全装備が強化され、プリクラッシュセーフティは夜間の歩行者と昼間の自転車運転者にも対応。レーンディパーチャーアラートは警報に加えて逸脱抑制を行うヨーアシスト機能を追加。さらに、適切な車間距離を保ちながら追従走行を行うレーダークルーズコントロール（ブレーキ制御付）、道路標識をディスプレイ上に表示して見逃し防止をサポートするロードサインアシスト、前方車両の発進を知らせる先行車発進告知機能が装備された。
悪路走破性を高めるためリアデフロックは設定が拡大され、全車標準装備となった。
なお、特別仕様車「Z"Black Rally Edition"」はベースグレードの改良を受け継続販売。
2020年5月1日
東京都を除く全ての地域での全車種併売化に伴い、トヨペット店、トヨタ西東京カローラを除くカローラ店、ネッツトヨタ多摩・ネッツトヨタ東都を除くネッツ店での販売を開始。
2020年8月19日
マイナーチェンジ。
フロントフェイスを台形の大型グリルに変え、日本仕様専用のバンパーガードガーニッシュを追加。薄型化されたグリルに軸が通され、「Z」はBi-Beam LED化された。内装は「X」にもオプティトロンメーター+4.2インチTFTカラーマルチインフォメーションディスプレイが装備され、メーター自体もリングをメッキ化するなど加飾変更された。ボディカラーは「クリムゾンスパークレッドメタリック」、「ネビュラブルーメタリック」と入れ替えで、新色の「オキサイドブロンズメタリック」、「ダークブルーマイカ」が追加された。
ディーゼルエンジンの改良とアイドリングストップシステムの搭載により燃費が向上され、前述の通りWLTCモードによる燃料消費率及び排出ガスに対応した（JC08モードによる燃料消費率も併記）。
サスペンションを改良するとともに、パワーステアリングのオイル流量を制御するVFC機能が追加され、「Z」はさらに、静止物の接近を表示とブザーで知らせるクリアランスソナー&バックソナー、コーナリング時や悪路で左右駆動輪にトルクを適切に配分するオートLSDも追加された。
2021年10月8日
一部改良並びに「Z"GR SPORT"」を追加した。
一部改良では、従来、「Z」のみに装備されていたプリクラッシュセーフティ（歩行者[昼夜]・自転車運転者[昼]検知機能付衝突回避支援タイプ/ミリ波レーダー+単眼カメラ方式）やレーンディパーチャーアラート（ヨーアシスト機能付）などの安全装備を「X」にも拡大して装備され、「Z」はエアコンに左右独立温度コントロール機能を追加した。
新たに追加された「Z"GR SPORT"」は専用オーバーフェンダーを装着することで全幅が1,900mmのワイドボディとなり、フロントバンパーとグリルを専用品に変え、フロントエンブレムを「TOYOTA」ロゴに、フードモードをカラードにそれぞれ変更。タイヤ・アルミホイールは18インチに大径化するとともに、アルミホイールはブラック塗装+切削光輝を採用。内装はシートがGR刺繍ロゴを施したパーフォレーション付ブランノーブ+合成皮革となり、本革巻きステアリングやシフトノブの加飾をスモークシルバーに変え、パドルシフトを装備。このほか、8インチのディスプレイオーディオ、ナビゲーション、USB入力（音楽・動画再生/給電）、音声認識マイクも装備され、アンテナがシャークフィンタイプに変更される。なお、ボディカラーは「X」と同じく、スーパーホワイトIIとアティチュードブラックマイカの2色のみの設定となる。また、同年6月よりガーナでSKD生産を開始。
2022年
ミャンマーでの生産を開始。年2500台程度を生産し、セミノックダウン方式を採用する。12月7日にはインドネシアでGRスポーツを発売した。日本仕様のGRスポーツとは異なるモデルになっている。
2022年12月
トヨタモータータイランド60周年記念式典で電気自動車版であるハイラックスRevo BEVコンセプトを公開。
2023年
水素を使用した燃料電池試作車がイギリス政府によるゼロ・エミッション車プロジェクトの一環としてバーナストン工場で製造される予定。
2023年9月28日
一部改良。
「Z」にパノラミックビューモニター、バックモニター、ディスプレイオーディオ（ナビゲーション機能付）が標準装備された。ボディカラーは白系のスーパーホワイトIIをメーカーオプションのプラチナホワイトパールマイカに差し替えた。なお、今回の一部改良により、シンプルグレードの「X」が廃止された。
2023年12月22日
特別仕様車「Z"Revo ROCCO Edition"」が発表された（同日より注文受付を開始、2024年5月発売予定）。
「Z」をベースに、ラジエーターグリルとフロントバンパーを専用意匠に、アウトサイドドアハンドルとドアミラーをブラック塗装に、リアバンパーをグロスブラック塗装にそれぞれ変え、テールゲートには開閉をサポートする機構であるリフトアシストを追加、Bi-Beam LEDヘッドランプはヘッドランプクリーナーを省く代わりに専用加飾が施され、ベース車ではテールゲート右上に配置されている「HILUX」の車名エンブレムは特別装備のリアガーニッシュの中に組み込まれた。そのほか、サブネームステッカー、デッキバー（照明付）、専用意匠のオーバーフェンダー（フロント・リア）を装備するとともに、ベース車では販売店装着オプションとなるフロントナンバープレートフレームとベッドライナーも特別装備された。
ボディカラーは、シルバーメタリックとダークブルーマイカを除く3色が設定される。
2024年5月2日
カンボジアでの生産を開始、セミノックダウン方式を採用する。
2024年10月22日
日本仕様向けの生産・販売を当面休止。

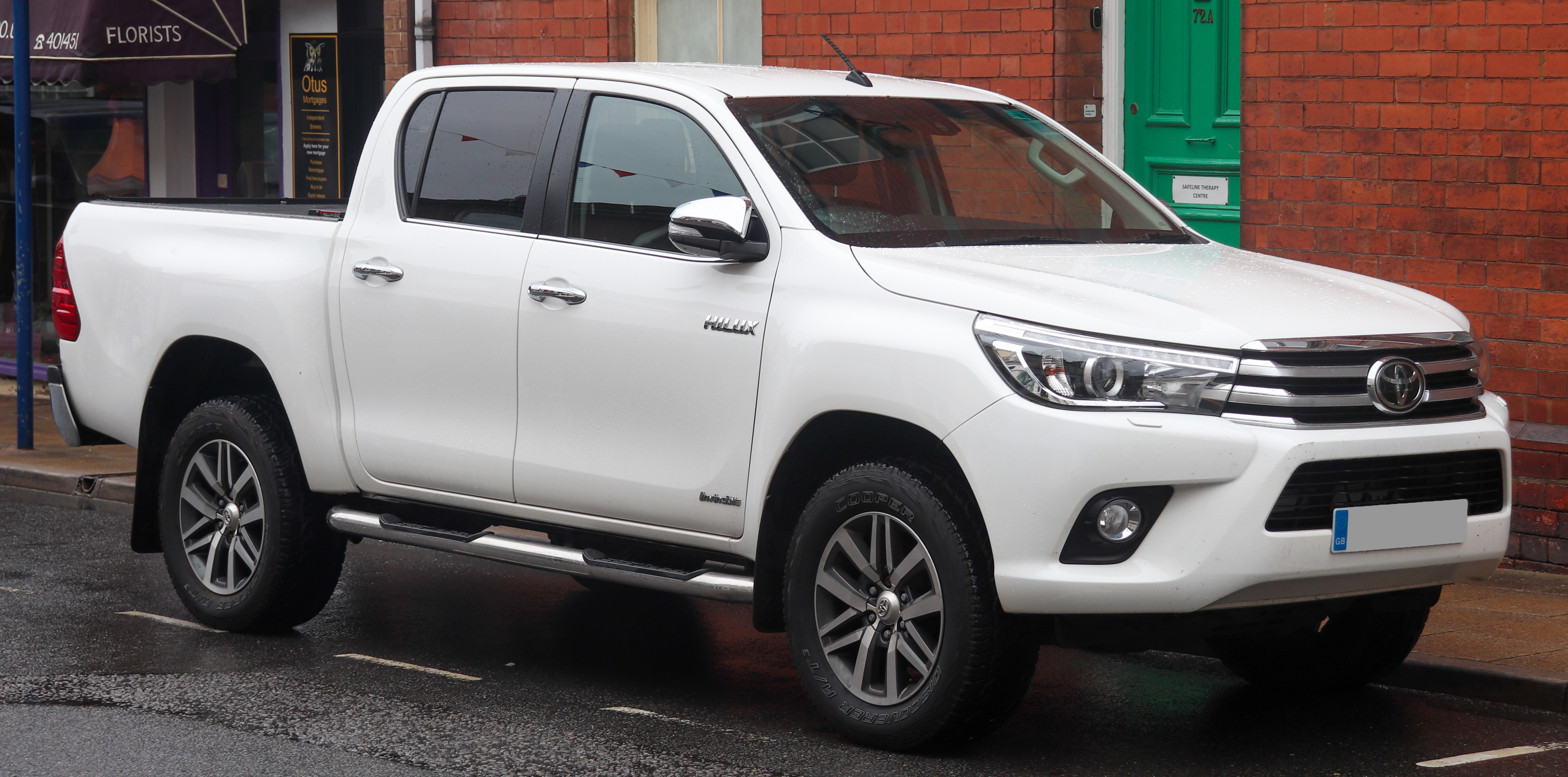
英国仕様 2015年販売型 ダブルキャブ 4WD
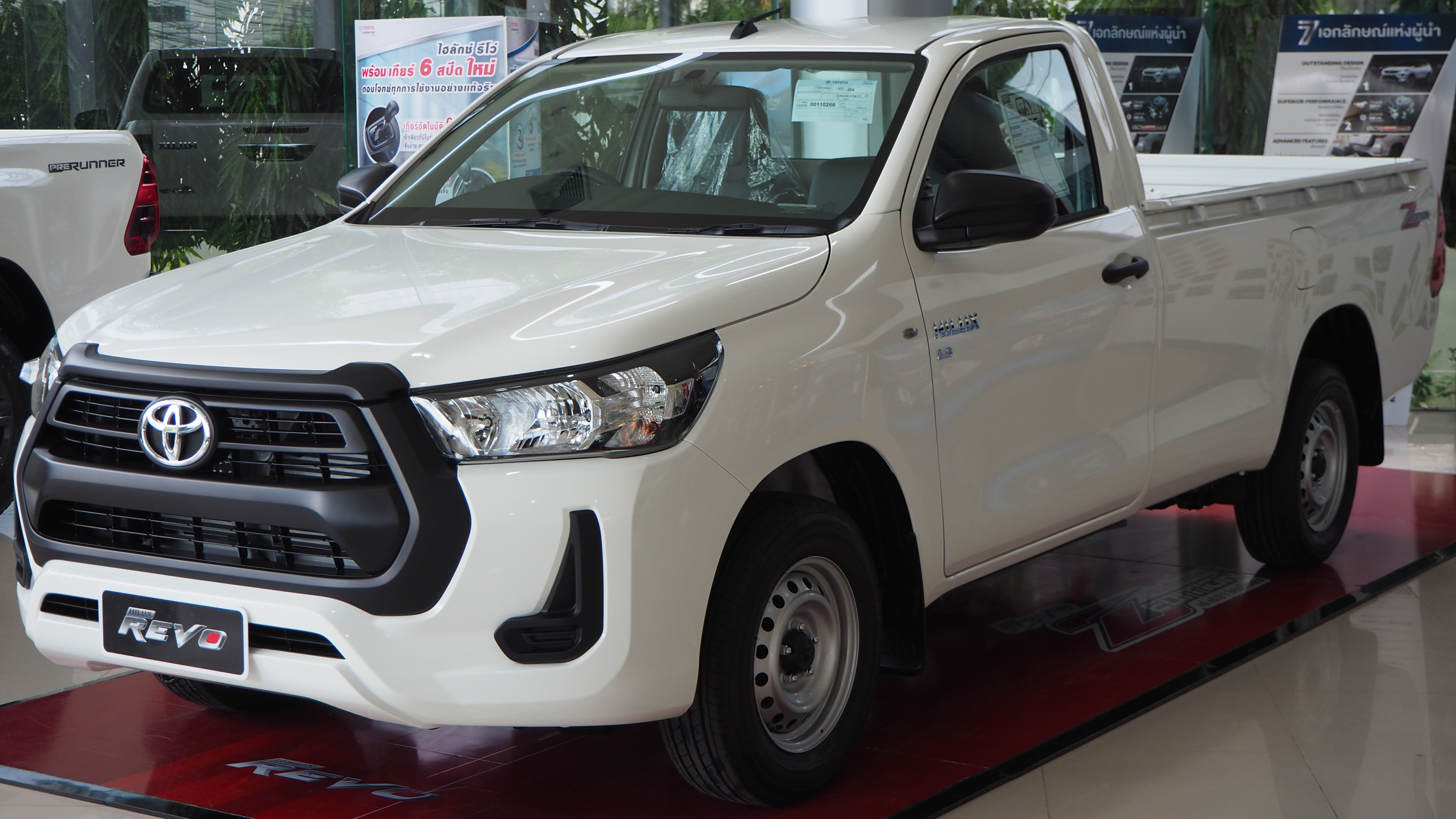
タイ仕様 2020年販売型 シングルキャブ2WD
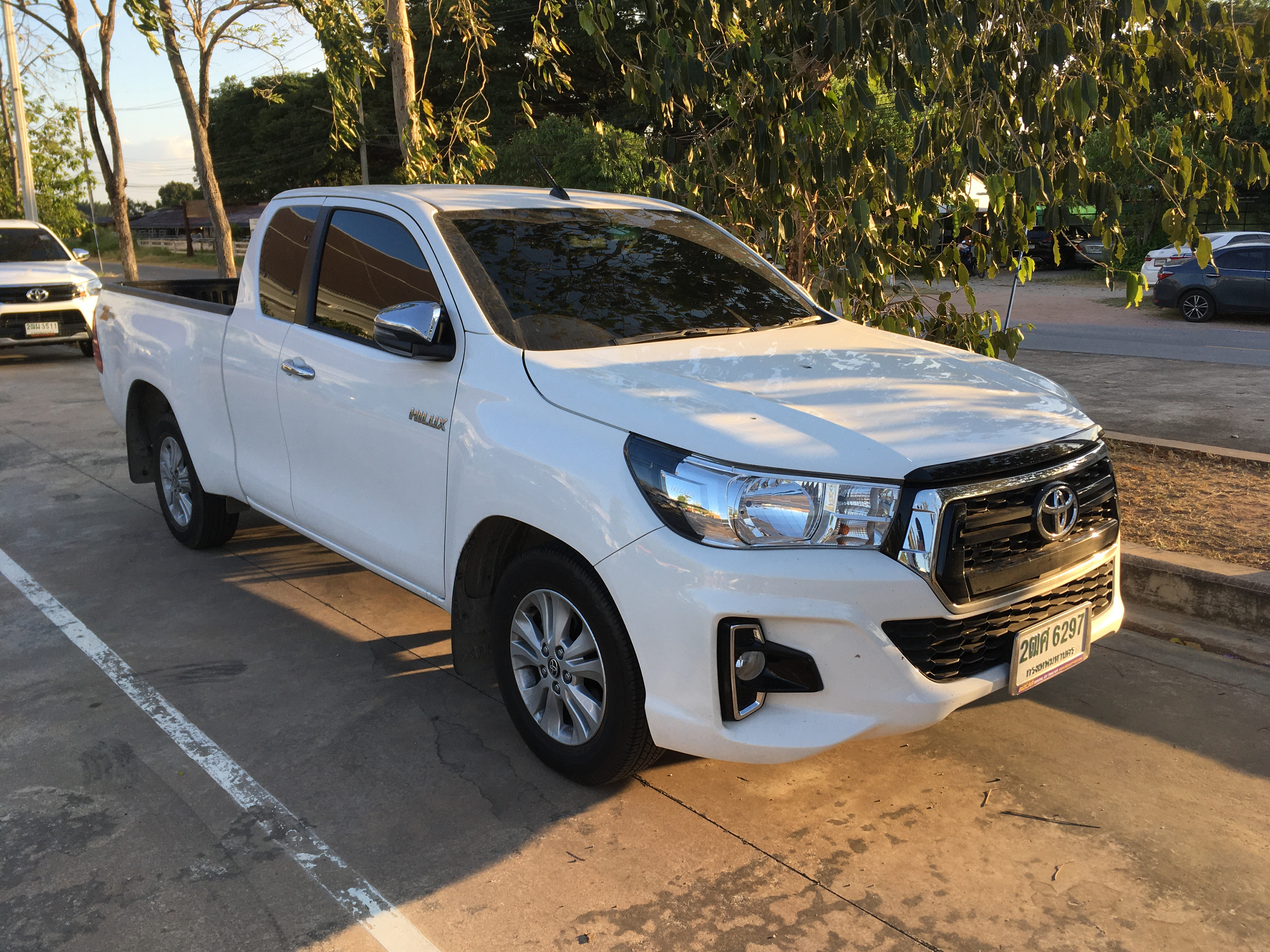
タイ仕様 2018年販売型 エクストラキャブ2WD
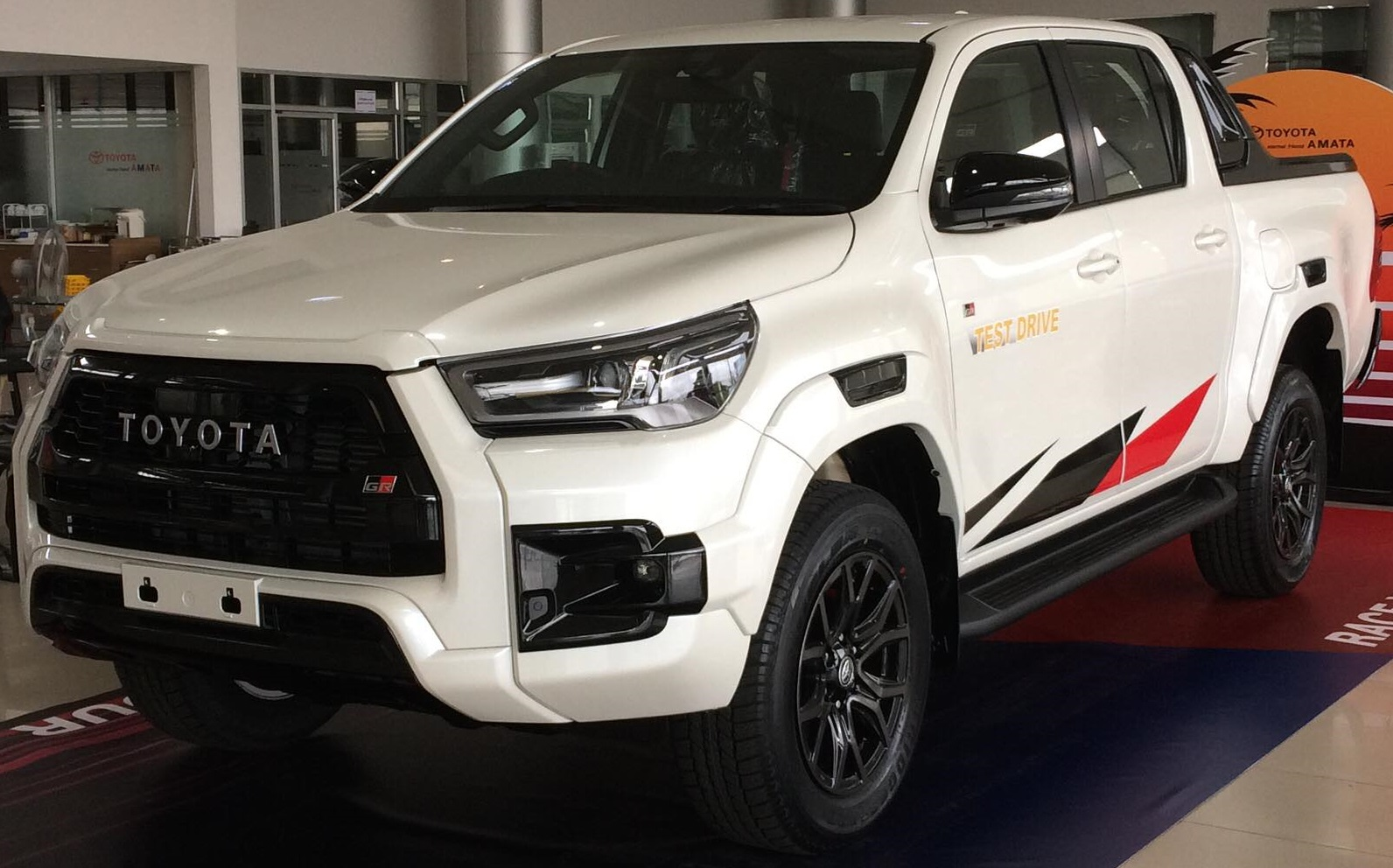
タイ仕様 GR SPORT
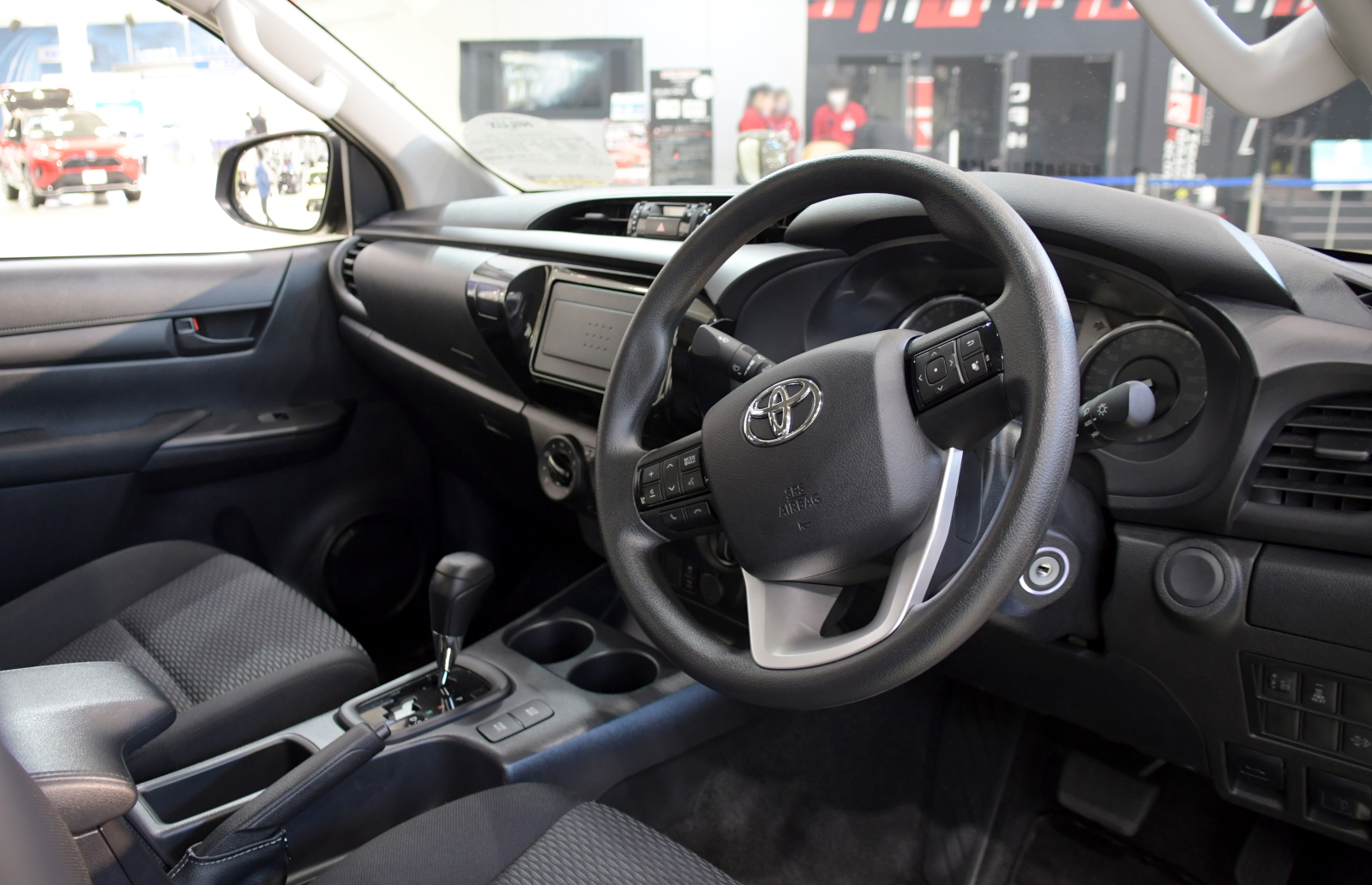
日本仕様 2020年8月販売型 X 4WD（車内）

## 自動車番組『トップ・ギア』における扱いと本車の耐久性

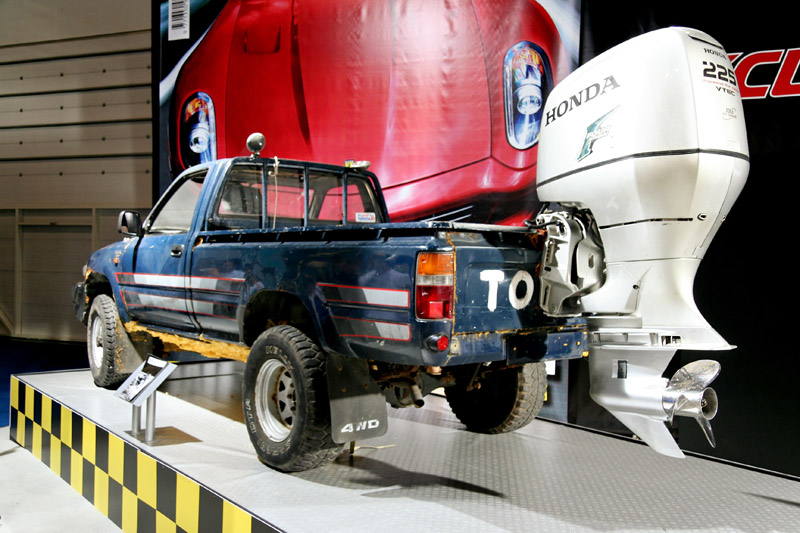
水陸両用に改造された「Toybota」。

2003年にBBCの自動車番組トップ・ギアで、ハイラックスの耐久実験が行われたことがある。この企画では、放送時点から13年前に生産され30万km走行した4代目ハイラックスを中古で購入し、初めに階段を下らせ木に衝突させた後、海中に車体を5時間沈め、解体用の鉄球で衝撃を与え、小屋に体当たりさせ、高層建築物の屋上にハイラックスを置き爆破解体工事を行うなど、かなり手荒な手法での破壊が試みられたが、車は基本的な工具のみで修理を施しただけで、自走してスタジオに到着した。そのハイラックスは2017年からイングランドハンプシャー州ビューリー国立自動車博物館のWorld of Top Gearエリアで展示されている。
このハイラックスは、司会のジェレミー・クラークソンの提案で、以後収録スタジオに展示されることとなった。またSeries08 Episode3の別の企画では水陸両用車「Toybota」のベースに使用。また、7代目ハイラックスをベースにした改造車で北磁極に到達した。
さらに、このチャレンジで使用された撮影クルー用の車両が、ジェームズ・メイがエイヤフィヤトラヨークトル氷河の火山に接近するチャレンジにも使用された。構造は基本仕様だが、飛んでくる高熱の噴石から車体を守るためルーフ上にトタン板を載せ、タイヤが熱で溶けないように冷却水をタイヤに落とす装置を追加している。これは、エイヤフィヤトラヨークトルの噴火を起こす前のロケで、番組中でも噴火によりヨーロッパの航空網に多大な影響を及ぼしたことがSeries15 Episode1で触れられた。また、この時の写真はトヨタ自動車のプレゼンテーション資料にも使われている。
以上のように耐久力や汎用性について評価は高いが、ジェレミーは自身の自動車コラム記事「Jeremy's Review」において、近年のハイラックスやランドクルーザーが開発および製造費用の削減や軽量化（燃料価格高騰への対策）および過剰な電子装備によって、耐久力に疑問符が付いていることを指摘している。他にも、北極撮影のため車体改造を担当した現地業者の話として、かつてはほぼ無改造で極地の走行ができたが、現行モデルでは多数の補強が必要になっているという。

## 戦争とハイラックス

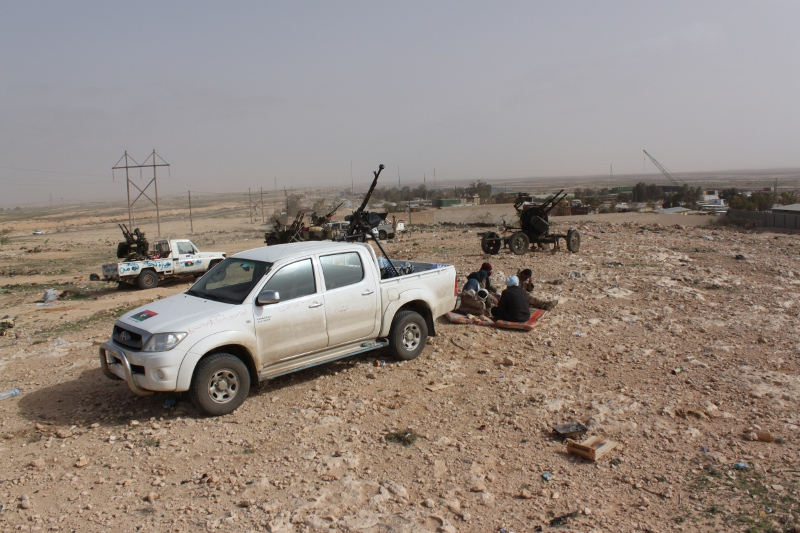
ブレガ油田近くのリビア反乱軍のハイラックス（2011年）

トップ・ギアの過酷なテストが示すように、ハイラックスは高い耐久力を誇るワールドカーであり、ランドクルーザーと共に、国際連合機関やNGOが、過酷な環境下での支援活動に使用している。
しかし耐久性・積載性・俊敏性を有しながら、民生品として販売されているため、中東・アフリカで武装勢力のテクニカルにされることが一般的になっている。また、政府軍に対して欧米が提供した車両が鹵獲・流出するパターンも多い。この状態は、初代ハイラックスが登場した頃から続いているため、部品の流通ルートが確立している上、整備ノウハウも蓄積されており、トヨタ車が武装勢力に愛用される事態になっている。
このためドバイなどでは、国連機関であっても防弾車として改造した、ハイラックスやランドクルーザーの輸出に制限をかけている。
- 「トヨタ戦争」（チャド内戦）

チャド内戦では、同国の政府軍がフランスから供与された対戦車ミサイルなどを、トヨタ自動車製のピックアップトラックに搭載し、反政府軍を支援していたリビア軍の戦車部隊を迎撃することに成功した。この戦争の報道写真で、ピックアップトラックの荷台後部に大きく書かれた『TOYOTA』のロゴが目立ったことから、世界ではこの内戦を『トヨタ戦争』と名付けた。
- アフガニスタン紛争

カナダ政府が、中東支援のために提供したハイラックスが強奪されて、タリバンやゲリラに渡っていたことがある。
- ｢ISIL｣のハイラックスとランクル

2015年（平成27年）にイスラム過激派組織｢ISIS｣(いわゆる｢イスラミック・ステート｣)が公開した宣伝ビデオに登場する自動車が、比較的年式の新しいトヨタ自動車の「ハイラックス」と「ランドクルーザー」であったことから、アメリカ合衆国連邦政府テロ対策局は米国トヨタに対し、自動車の入手経路等の説明を求めた。しかし実際にはアメリカ国務省から自由シリア軍へ救援物資として贈られたハイラックス・ランドクルーザーが、自由シリア軍の活動中にISILの武装組織に襲撃・略奪されて、ISILの手に渡っていたことが後に判明している。またトルコ・ヨルダン・イラクなど、周辺国からの調達ルートも存在する。

## モータースポーツ
2012年からグループT1規定の下、競技専用設計の鋼管フレームで製造されたハイラックスが南アフリカのトヨタ法人（TSAM）がダカール・ラリーを中心にラリーレイドに参戦している。ハイラックスという名前を持っているものの実態はプロトタイプ車両であり、市販車のハイラックスからの流用品はヘッドライト程度に留まる。ただライバルのMINI・JCWバギーやアウディ・RS Q e-tronに比べれば、遥かに市販車に近いシルエットを保っている。
チーム体制は南アフリカの雄であるホールスピードが中核を担い、ベルギーのオーバードライブ・レーシングも開発・製造・ロジスティックス・人材派遣など多方面で強力にサポートする。
チーム名は2015年まで「Imperial TOYOTA」、2016〜2019年が「TOYOTA GAZOO Racing SA」、2020年以降から現在まで「TOYOTA GAZOO Racing」を名乗っている。またオーバードライブ・レーシングが同マシンのプライベーターチームへの販売・メンテナンス・運用も請け負っており、毎年10台前後のハイラックスがダカールにエントリーしている。
2021年まで、エンジンは規定上不利と目されていたレクサス・RC FのガソリンV型8気筒自然吸気を採用していた。なお2017年には当時の規則上有利とされていた二輪駆動の「ハイラックスEvo」も開発していたが、投入直前でお蔵入りとなっている。
ダカール参戦初年度にジニール・ドゥビリエ/ディルク・フォン・ツィッツェヴィッツ組が3位表彰台に上がり、以降もほぼ毎年表彰台を獲得し続けた。参戦8年目でハイラックス生誕50周年の2019年に、ナッサー・アル＝アティヤ/マシュー・ボウメル組が二駆・四駆合わせて8台体制を敷いてきたX-raid Mini勢を破り、トヨタ史上初のダカール総合優勝を達成した。またダカールに並行してFIAクロスカントリーラリー・ワールドカップにも参戦、こちらもアル＝アティヤ/ボウメルが2016・2017・2021年と3度制覇している。
2020年ダカールではTOYOTA GAZOO Racingとしてワークス化を果たした上、元F1王者のフェルナンド・アロンソも5度の二輪王者マルク・コマのナビで参戦し、ステージ8で2位を獲得するなど話題を呼んだ。
2022年からは新グループT1+規定に合わせて開発された「GRダカールハイラックスT1+」を投入。エンジンを300系ランドクルーザーのガソリン3.5リッターV型6気筒ツインターボに切り替えた。デビュー戦のダカールでMiniとモーター駆動のアウディを破り、アル＝アティヤ/ボウメルがトヨタ2度目のダカール制覇を達成した。またこの年開幕した世界ラリーレイド選手権（W2RC）でもドライバーズ・コドライバーズ・マニュファクチャラーズの三冠を獲得した。2023年ダカールもアル＝アティヤ/ボウメルが連覇した上、トップ5のうち4台をハイラックスが占めた。同年のW2RCでは5戦全てでハイラックスが勝利し、アル＝アティヤ/ボウメルとともに三冠を防衛した。
南アフリカラリーレイド選手権にもGRハイラックスが参戦している他、TGRとは異なる独立系コンストラクターによる、低コストに運用できるグループT1+規定のハイラックスも製造・供給されている。
アジアクロスカントリーラリーでは日本とタイのTRDが協力して、タイ製ハイラックスをベースに「ハイラックスREVO」を開発し参戦している他、他のプライベーターにも供給されている。またタイのTOYOTA GAZOO Racingは、ハイラックスREVOによるワンメイクのサーキットレースも開催している。
日本のラリーでもハイラックスによる参戦や、ハイラックスの0カーがしばし見られる。

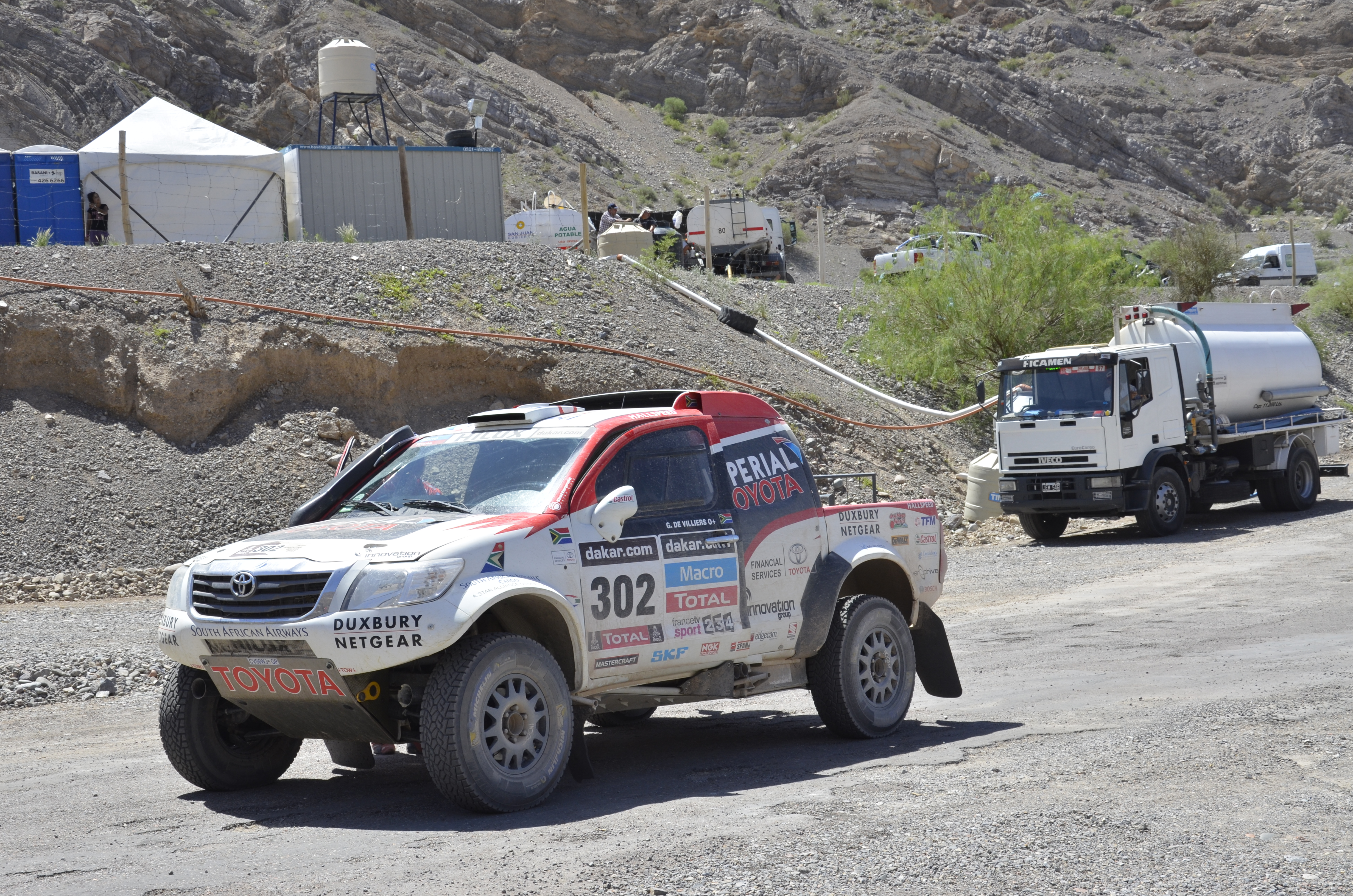
2014年「インペリアル・トヨタ」時代のハイラックスT1
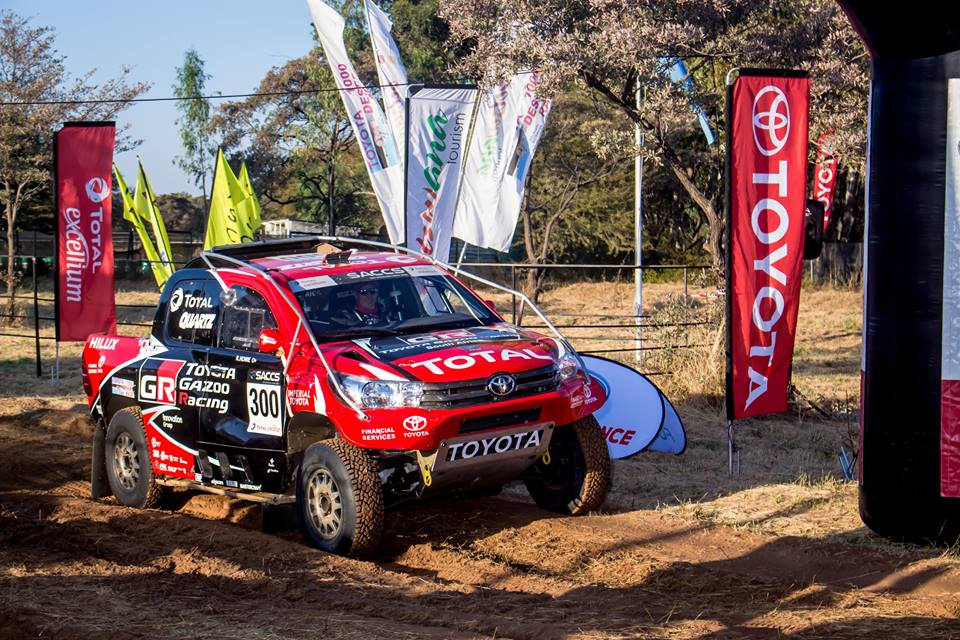
2017年南アフリカクロスカントリーシリーズのハイラックスT1
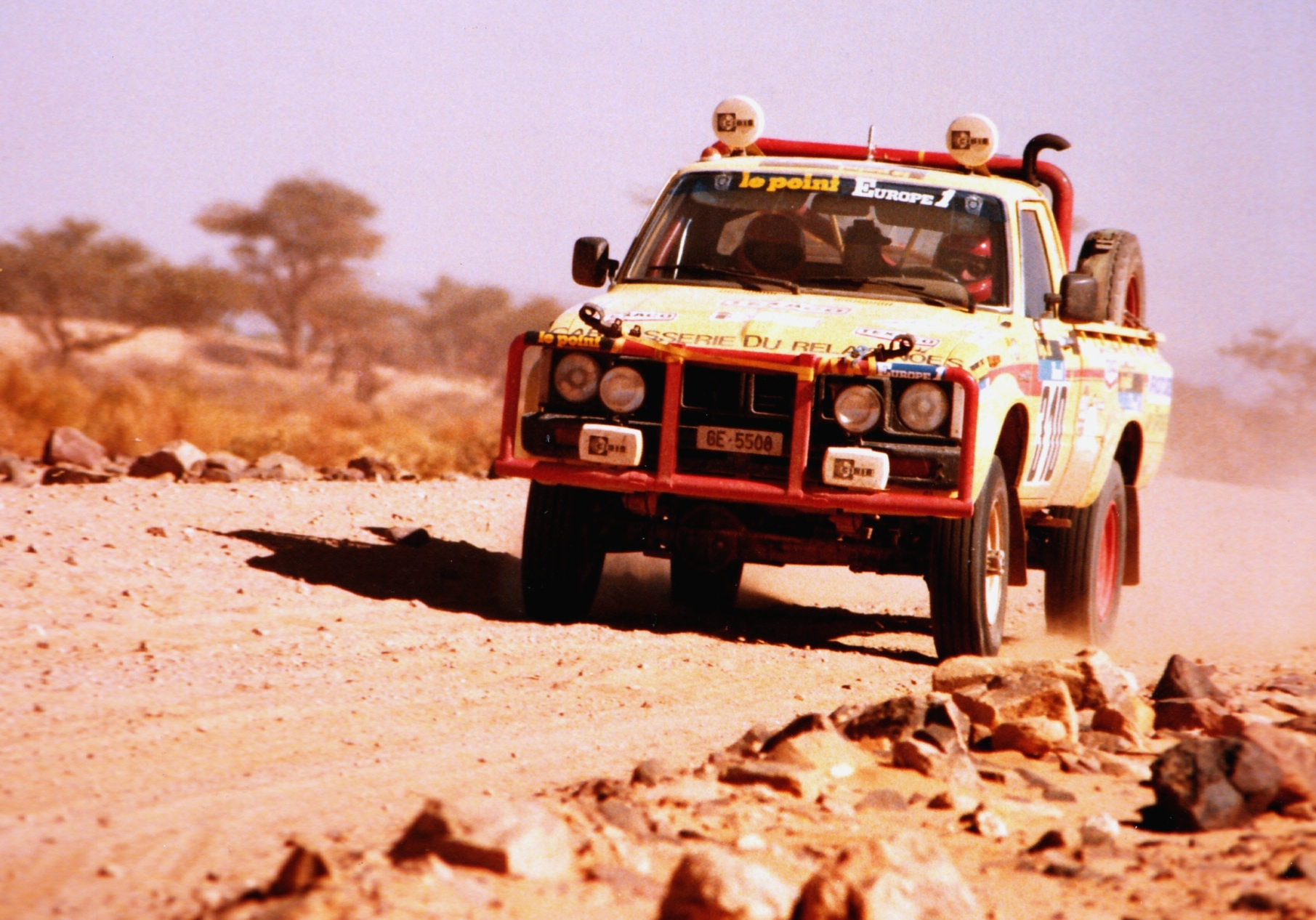
1982年パリダカ
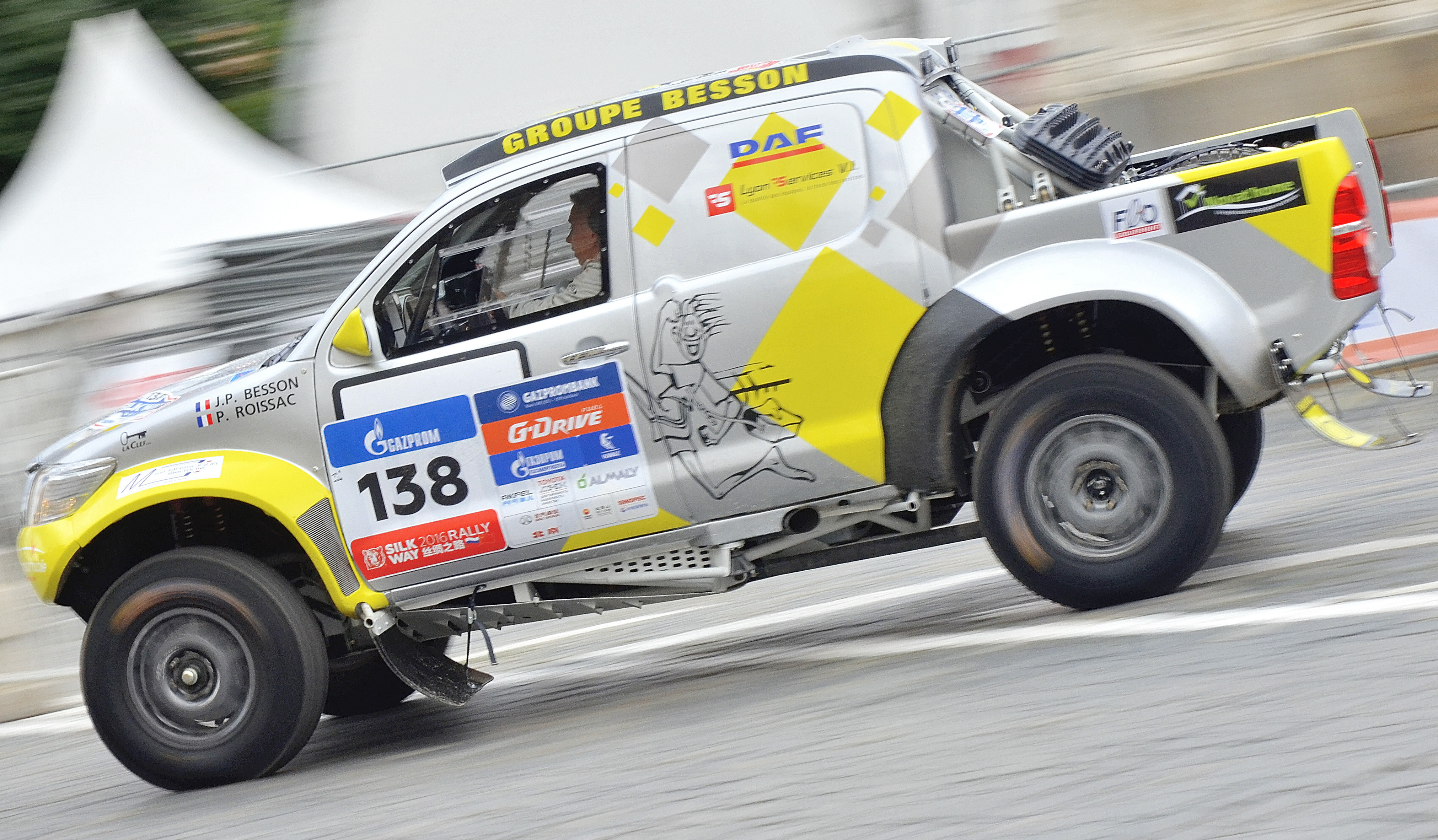
2016年シルクウェイラリー
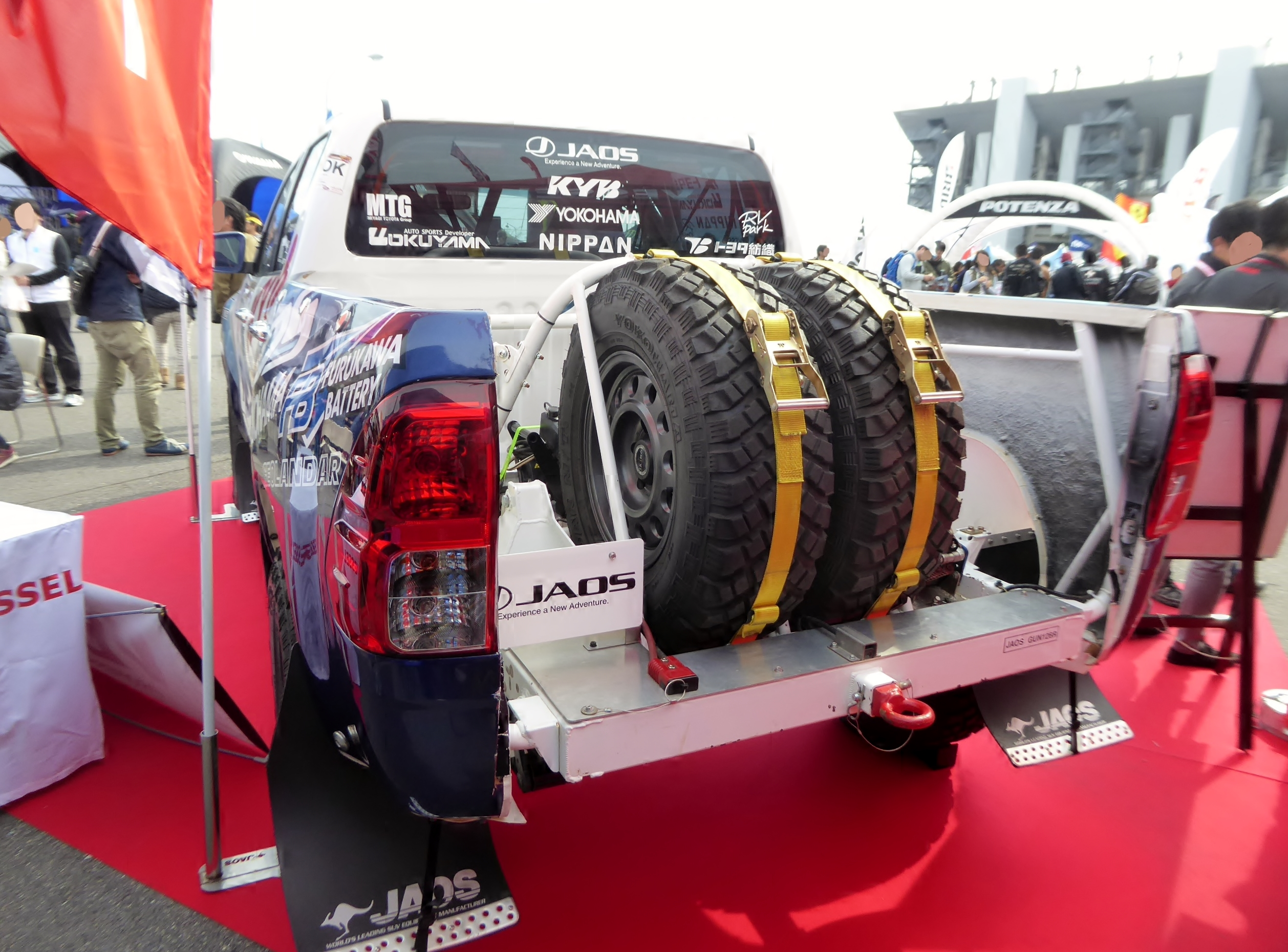
2017年アジアクロスカントリーラリーのハイラックスREVO
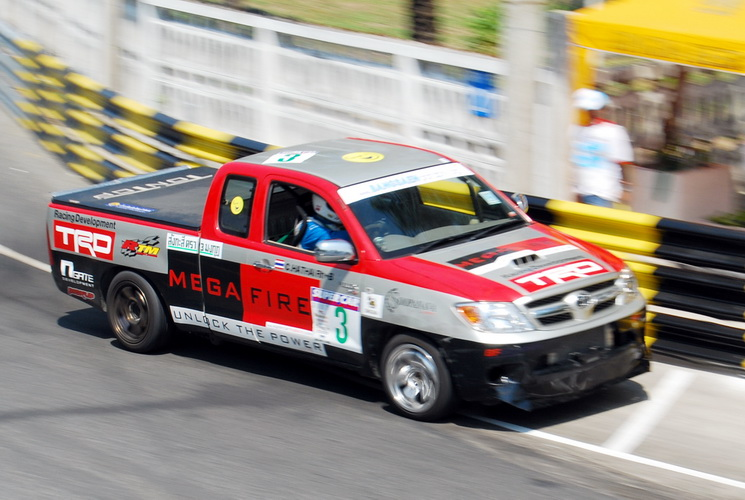
2007年サーキット仕様のハイラックスヴィーゴ
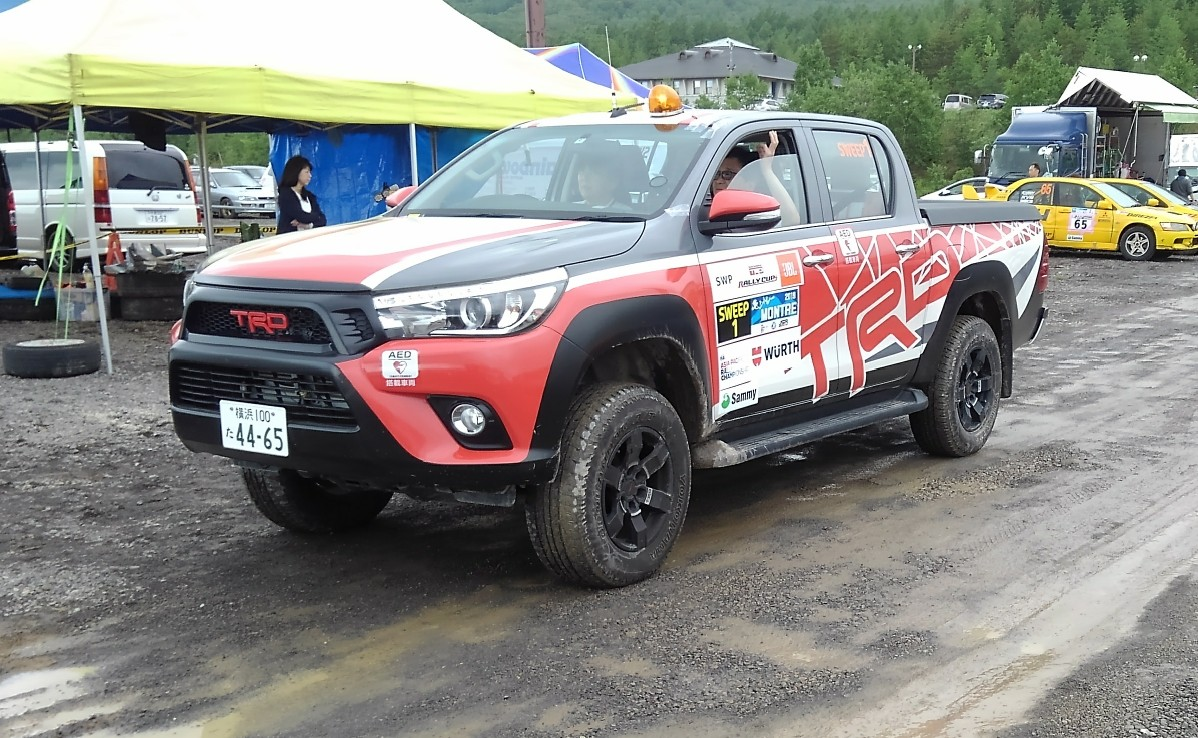
ハイラックスのゼロカー

## 車名の由来
「High」と「Luxury」を合成した造語で、乗用車なみの豪華さを持ったピックアップトラックを目指したという意味であり、動物のハイラックスとは無関係。